# 近鉄22000系電車
近鉄22000系電車（きんてつ22000けいでんしゃ）は、近畿日本鉄道が1992年に導入した標準軌仕様の特急形車両である。10400系・11400系「エースカー」の置き換え用として登場した汎用特急車両で、設計は従来の特急車から一新された。
本項では、その狭軌仕様である16400系電車（16400けいでんしゃ）についても記述する。
解説の便宜上、本項では22000系の場合は、大阪上本町・大阪難波向きの先頭車の車両番号+F（Formation=編成の略）を編成名として記述する（例：モ22101以下4両編成=22101F）。16400系では吉野向きの先頭車の車両番号+Fとして記述する。

## 概要

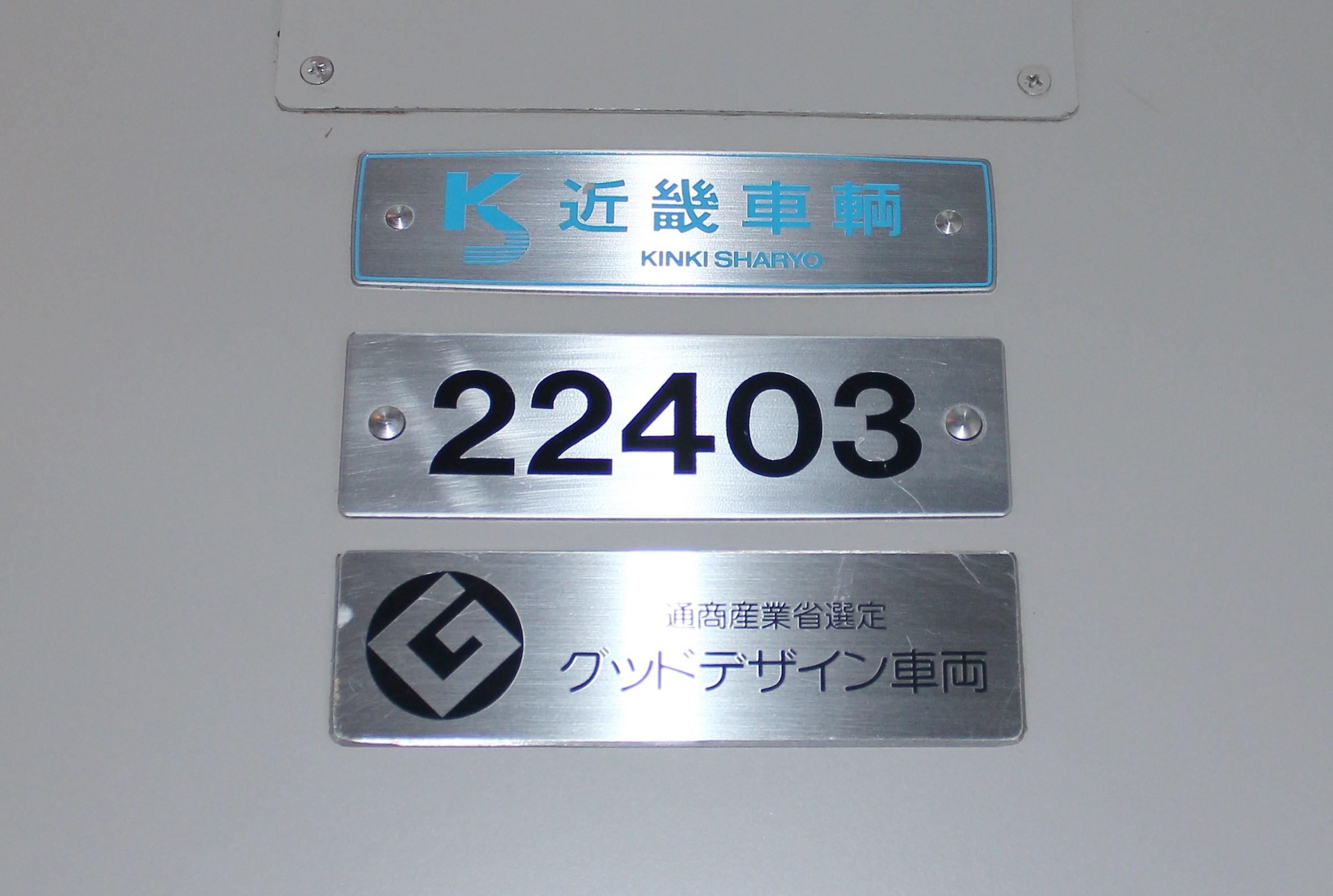
グッドデザイン賞受賞プレート

1992年に登場した22000系は標準軌線区用の次世代型汎用特急車とされ、車体・内装・機器類の設計は従来車から一新された。内装は21000系や26000系の高品質なデザインを引き継ぎつつ座席構造を25年ぶりに一新し、バリアフリー対応設備を初めて導入、機器はVVVFインバータ制御をはじめボルスタレス台車や交流誘導電動機を採用、乗降扉は1958年以来採用してきた折戸式からプラグ式に改めるなど、設計思想・デザイン・性能など全てにおいてそれまでの近鉄特急車両とは一線を画すものとなっている。
22000系は1994年までに86両が製造された。建造費は1両あたり1億7,500万円。1992年度グッドデザイン賞を受賞した。

## 愛称
車両愛称は「ACE」で、advanced（一歩進んだ）、comfort（快適な） または common（全線対応型の）、easy-operation（扱いやすい） または express（特急） の頭文字から与えられている。その読み方には「エー・シー・イー」と「エース」の二つが混在している。
当初、近鉄では「エー・シー・イー」を公式の読みとして採用していたが、22000系が「エースカー」と呼ばれた10400系・11400系の代替を目的として製造されたという経緯や、呼びやすさ（語呂の良さ）などから「エース」の読みが部内でも定着した。近鉄が監修もしくは協力した書籍・DVDなどでも「エー・シー・イー」と「エース」の双方が混在している。なお、後継の22600系「Ace」の公式の読みが「エース」であるため、現在では両形式間の区別を目的として22000系（および南大阪線用の16400系）を「エー・シー・イー」と呼び、22600系（同16600系）を「エース」と呼ぶことが一般的となっている。

## 開発コンセプト
開発コンセプトは以下の通りである。
- 外観および居住性がいまの水準から一歩進んだ車両であること
- 既存の特急車両と連結して運転が可能な車両であること
- 最高130km/hでの運転が可能であること
- 時代の要請に応じた、省エネルギー、省メンテナンスの車両であること
- 乗務員にとって扱い易い車両であること

車両デザインは21000系「アーバンライナー」と同様の体制でデザインされた（外部デザイナーとして手銭正道と山内陸平が参加）。

## 編成
2両編成と4両編成が存在する。4両編成は難波寄りからモ22100形 - モ22200形 - モ22300形 - モ22400形と組成。2両編成は難波寄りからモ22100形 -モ22400形と組成。4両編成と2両編成が混在する中で車両番号の下2桁をそろえるため、中間車のモ22200・モ22300に欠番が発生している。
電算記号は電算記号（編成記号）は4両編成が「Ace」「Long」に由来するAL、2両編成が「Ace」「Short」に由来するASである。
| 大阪・京都発着編成 名古屋発着編成 | ← 大阪難波・大阪上本町・京都近鉄奈良・橿原神宮前・賢島・鳥羽・近鉄名古屋 → ← 賢島・鳥羽・近鉄四日市湯の山温泉・近鉄名古屋 → | ← 大阪難波・大阪上本町・京都近鉄奈良・橿原神宮前・賢島・鳥羽・近鉄名古屋 → ← 賢島・鳥羽・近鉄四日市湯の山温泉・近鉄名古屋 → | ← 大阪難波・大阪上本町・京都近鉄奈良・橿原神宮前・賢島・鳥羽・近鉄名古屋 → ← 賢島・鳥羽・近鉄四日市湯の山温泉・近鉄名古屋 → | ← 大阪難波・大阪上本町・京都近鉄奈良・橿原神宮前・賢島・鳥羽・近鉄名古屋 → ← 賢島・鳥羽・近鉄四日市湯の山温泉・近鉄名古屋 → | ← 大阪難波・大阪上本町・京都近鉄奈良・橿原神宮前・賢島・鳥羽・近鉄名古屋 → ← 賢島・鳥羽・近鉄四日市湯の山温泉・近鉄名古屋 → | ← 大阪難波・大阪上本町・京都近鉄奈良・橿原神宮前・賢島・鳥羽・近鉄名古屋 → ← 賢島・鳥羽・近鉄四日市湯の山温泉・近鉄名古屋 → | ← 大阪難波・大阪上本町・京都近鉄奈良・橿原神宮前・賢島・鳥羽・近鉄名古屋 → ← 賢島・鳥羽・近鉄四日市湯の山温泉・近鉄名古屋 → | ← 大阪難波・大阪上本町・京都近鉄奈良・橿原神宮前・賢島・鳥羽・近鉄名古屋 → ← 賢島・鳥羽・近鉄四日市湯の山温泉・近鉄名古屋 → |
| 4両固定編成                       | 形式 | モ22100形 (Mc) | モ22200形 (M') | モ22300形 (M) | モ22400形 (M'c) | | | |
| 4両固定編成                       | 車両写真 | | | | | | | |
| 4両固定編成                       | 搭載機器 | VVVF,◇ | DC-DC,CP,BT | ◇,VVVF | DC-DC,CP,BT | | | |
| 4両固定編成                       | 自重 | 44.0t | 41.0t | 43.0t | 42.0t | | | |
| 4両固定編成                       | 定員 | 60 | 56+2（車椅子対応席） | 60 | 56 | | | |
| 4両固定編成                       | 車内設備 | | 洗面室・トイレ 車椅子対応設備                                                                                               | 車内販売準備室 | 洗面室・トイレ | | | |
| 2両固定編成                       | 形式 | モ22100形 (Mc) | モ22400形 (M'c) | | | | | |
| 2両固定編成                       | 車両写真 | | | | | | | |
| 2両固定編成                       | 搭載機器 | ◇,VVVF,◇ | DC-DC,CP,BT | | | | | |
| 2両固定編成                       | 自重 | 44.0t | 42.0t | | | | | |
| 2両固定編成                       | 定員 | 60 | 56 | | | | | |
| 2両固定編成                       | 車内設備 | | 洗面室・トイレ | | | | | |

- 形式欄のMはMotorの略でモーター搭載車（電動車）、Mcのcはcontrollerの略で運転台装備車（制御車）。
- 搭載機器欄のVVVFは制御装置、DC-DCは補助電源装置、CPは電動空気圧縮機、BTは蓄電池、◇はパンタグラフ。
- 編成定員は4両編成が234名・2両編成が116名。

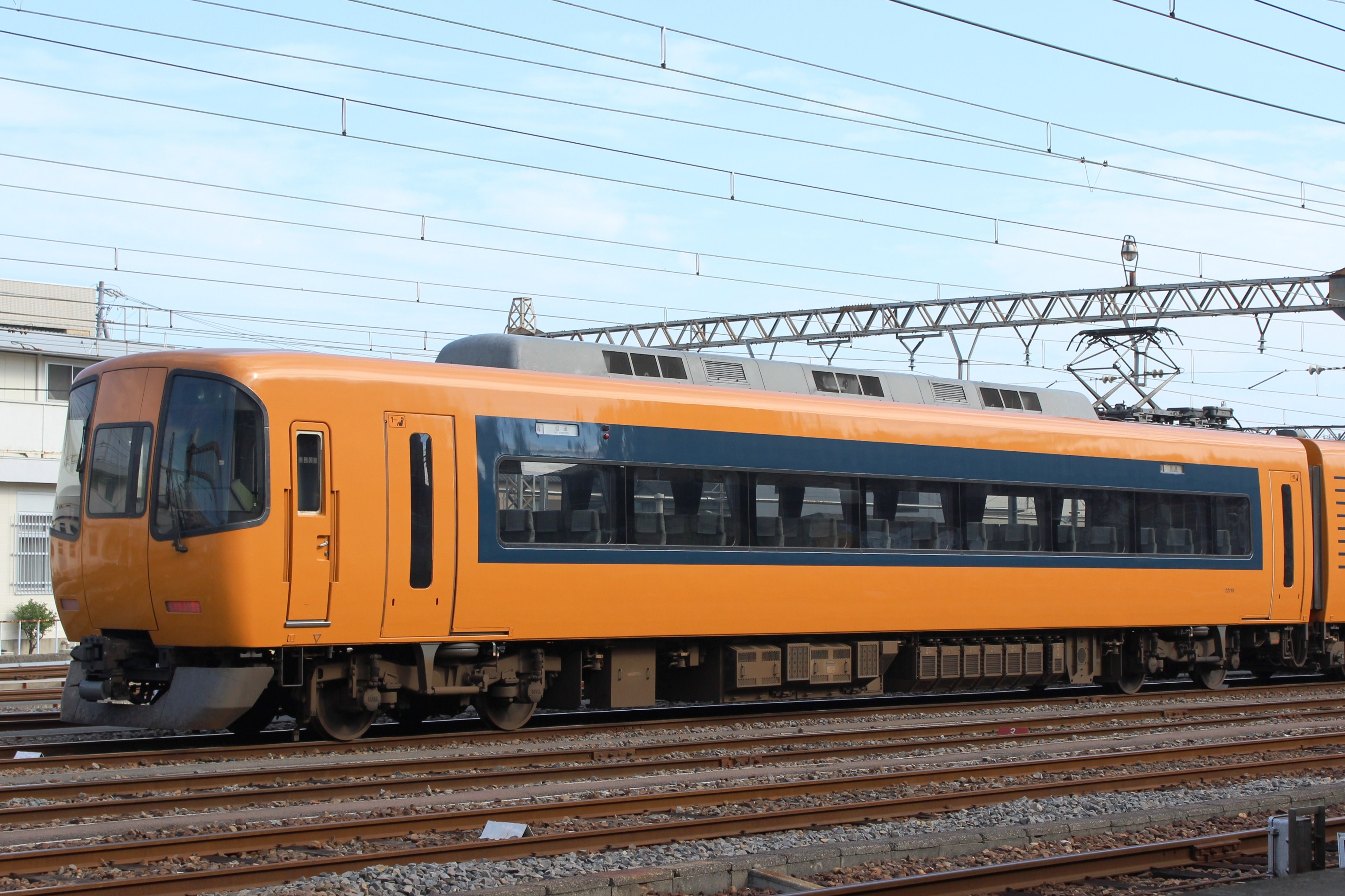
モ22100形 4両固定編成はパンタグラフは1基搭載
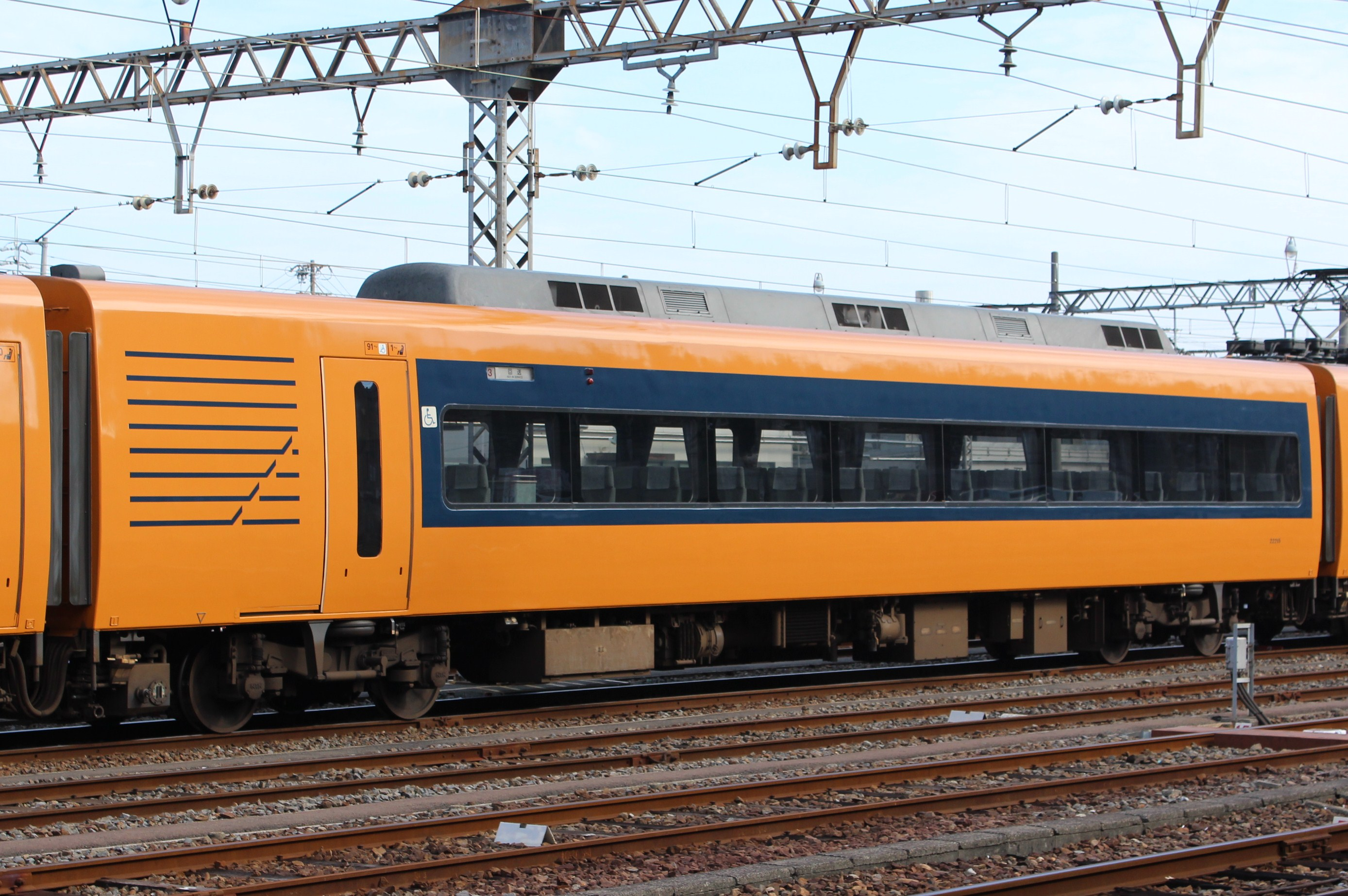
モ22200形
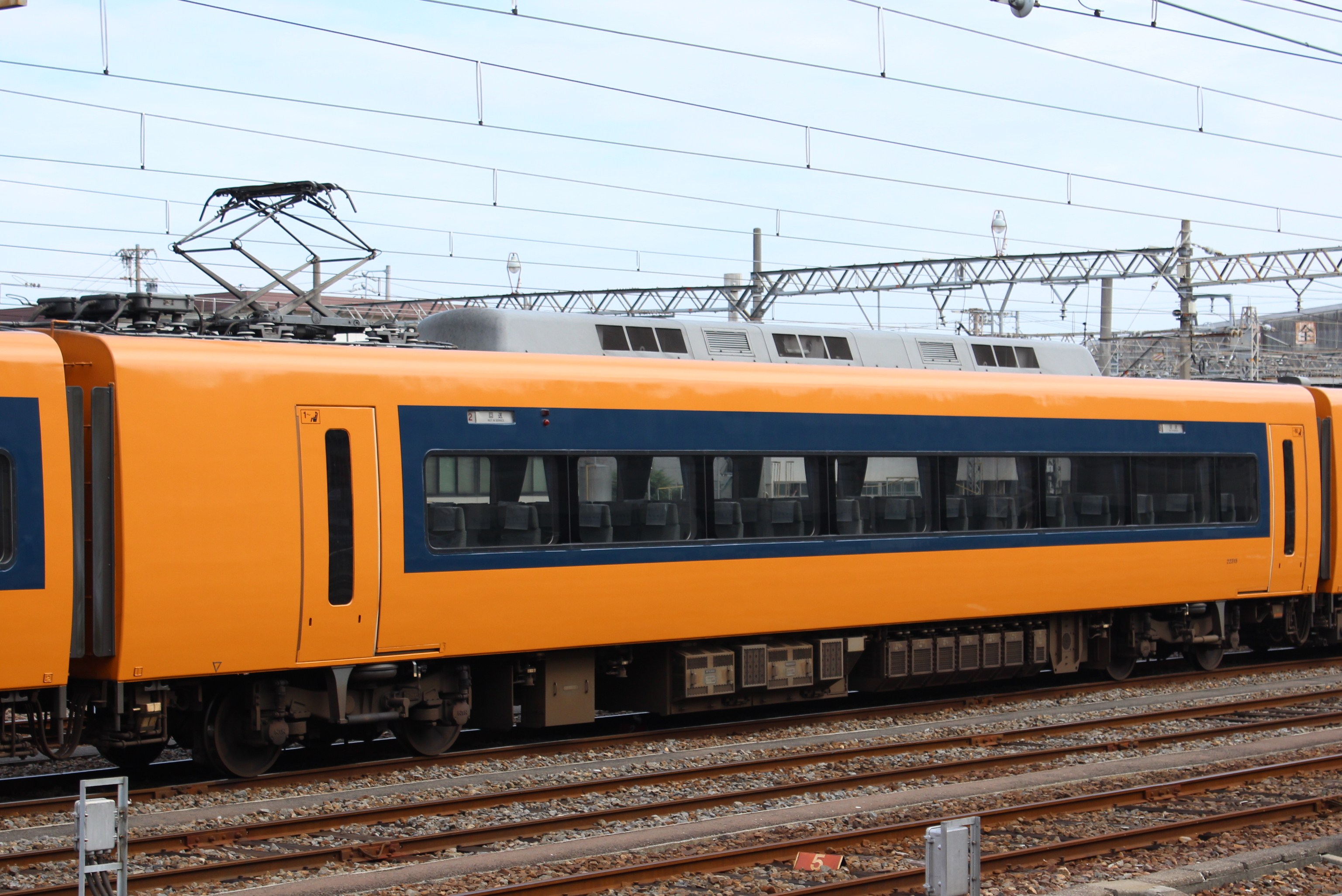
モ22300形
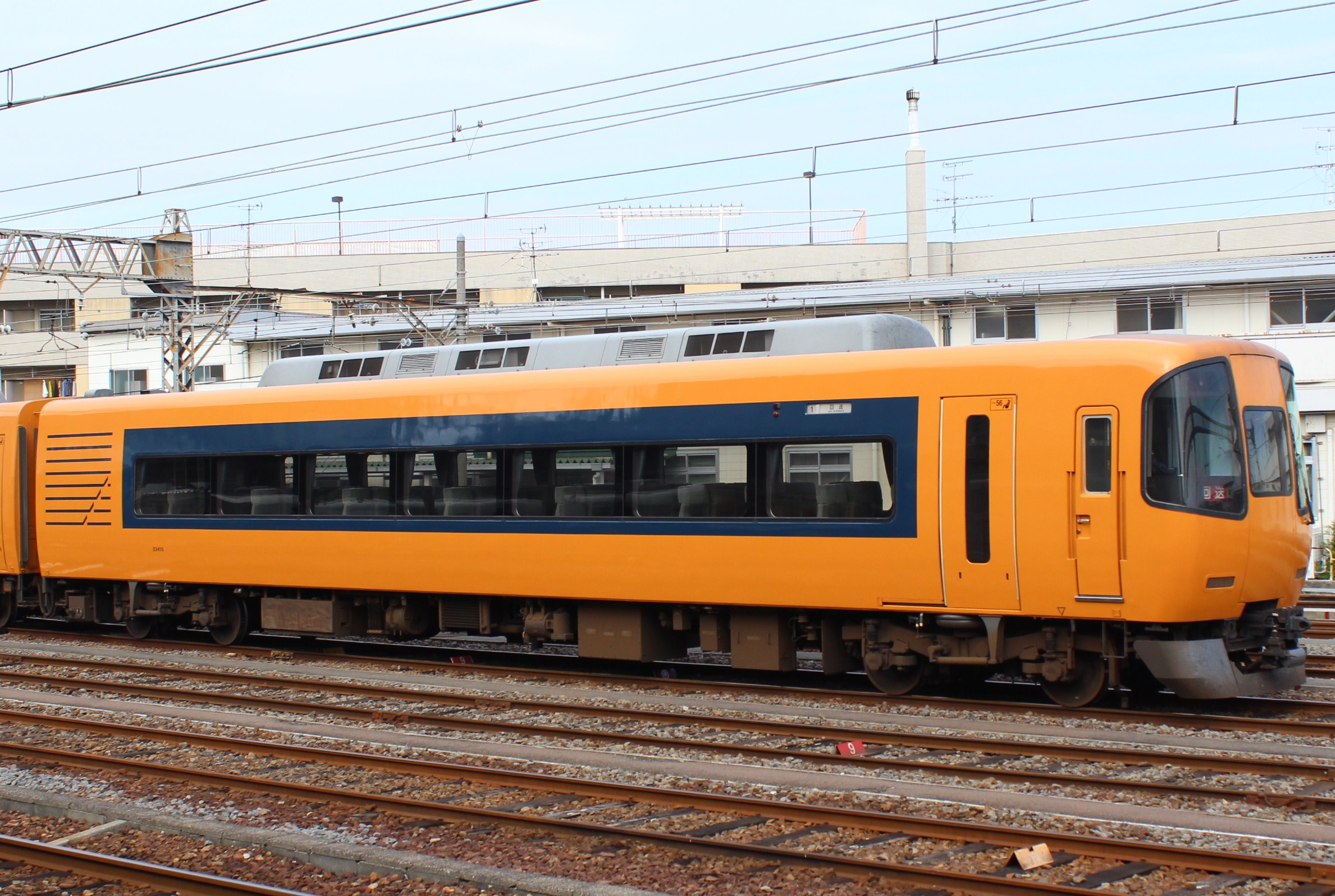
モ22400形

| 編成内容   | 4両編成（15編成60両）                                             | 2両編成（13編成26両）                                   |
| 該当編成名 | 22101F・22102F・22105F - 22107F・22110F - 22112F・22114F - 22120F | 22103F・22104F・22108F・22109F・22113F・22121F - 22128F |

## 構造

### 外観・車体構造

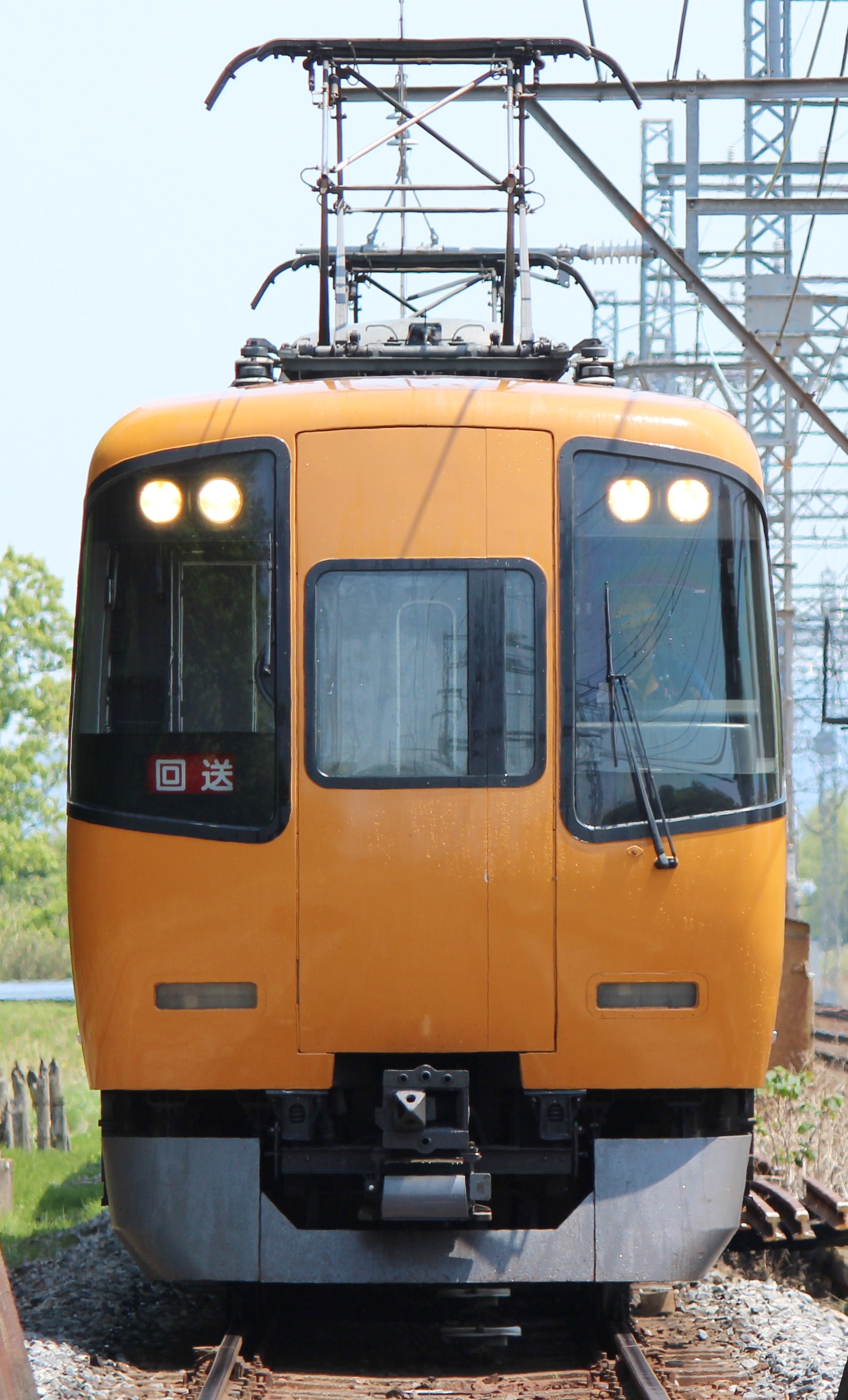
フロントデザイン
車体断面形状はタマゴ形

車体断面は卵形で、車内の天井高さを充分に確保するべく屋根巻き上げ半径を小さくし、構体を高めた。構体の屋根巻き上げ部半径は300mm、レール上面から屋根（クーラーキセ取り付け部）までの高さは3,760mmで、21000系の半径600mmと高さ3,640mmと比較すると構体の上げ幅が大きいことが理解される。床部分にはアルミ合金パネルを採用して工程の簡略化も行われている。12200系など既存特急車との併結を行うために、前面にはスイング式の幌カバーを装着した貫通式を採用、運転台に大型曲面ガラスを採り入れ、凹凸の少ない丸みを帯びた前頭形状とするなど車体デザインも一新している。標識灯、尾灯は21000系以来の車体埋込型であるが、素子の配列が大きく変更された。その結果、21000系の1ユニット16個の素子構成から、26000系の61個のタイプを経て、本系列では126個となり、これを縦2列×横8列に組んで左右に配置した。
客室側面窓はガラス外付けの連続窓を採用したが、21000系よりも簡略化した。これはペアガラスと一体になったアルミ製の窓枠に直接ねじで構体にビス止めし、ビス隠しのためにシール材でビス部分を覆う工法であり、21000系と異なって窓枠周りにビス隠し用のゴムは巻かれていない。このほか、窓柱もゴムを省略して黒色のシール材を入れて見付をすっきりさせた。窓の上下寸法は825mmで、21000系よりも5mm縮小された。
乗降扉は従来の二枚折り戸からプラグ式に変更され、密閉性を高めると同時に前面貫通扉のスイング化ともあいまって、完全なフラッシュサーフェス化を実現してシンプルな外観となった。
車体塗装は10000系以来のアスカオレンジとネイビーブルー（藍色・紺色）の組み合わせであるが、より鮮やかな色調となり、従来車も順次塗り替えられた。前面の塗り分けは、時代を追うごとに紺色の面積が減少する傾向にあったが、本系列ではついにオレンジ1色となった。また側面の紺色帯は、連続窓部分のみのブロックパターンとなった。モ22200形とモ22400形車端部の窓のない部分には愛称名のイニシャル「A」を浮かび上がらせたブルーのストライプでアクセントをつけている。
先頭車正面の特急標識は無くなり、行先表示器は向かって左側の窓内に設置している。22000系1次車の製造当初は黒地に白文字でローマ字表記があったが、視認性向上のため、まもなくローマ字なしの赤地に白文字に変更された（16400系は製造当初から赤地白文字）。側面行先表示器は各乗降扉脇にあり、号車番号表示器を併設する。
先頭車の列車無線アンテナは、21000系と同様にクーラーキセで覆い目立たなくさせた。

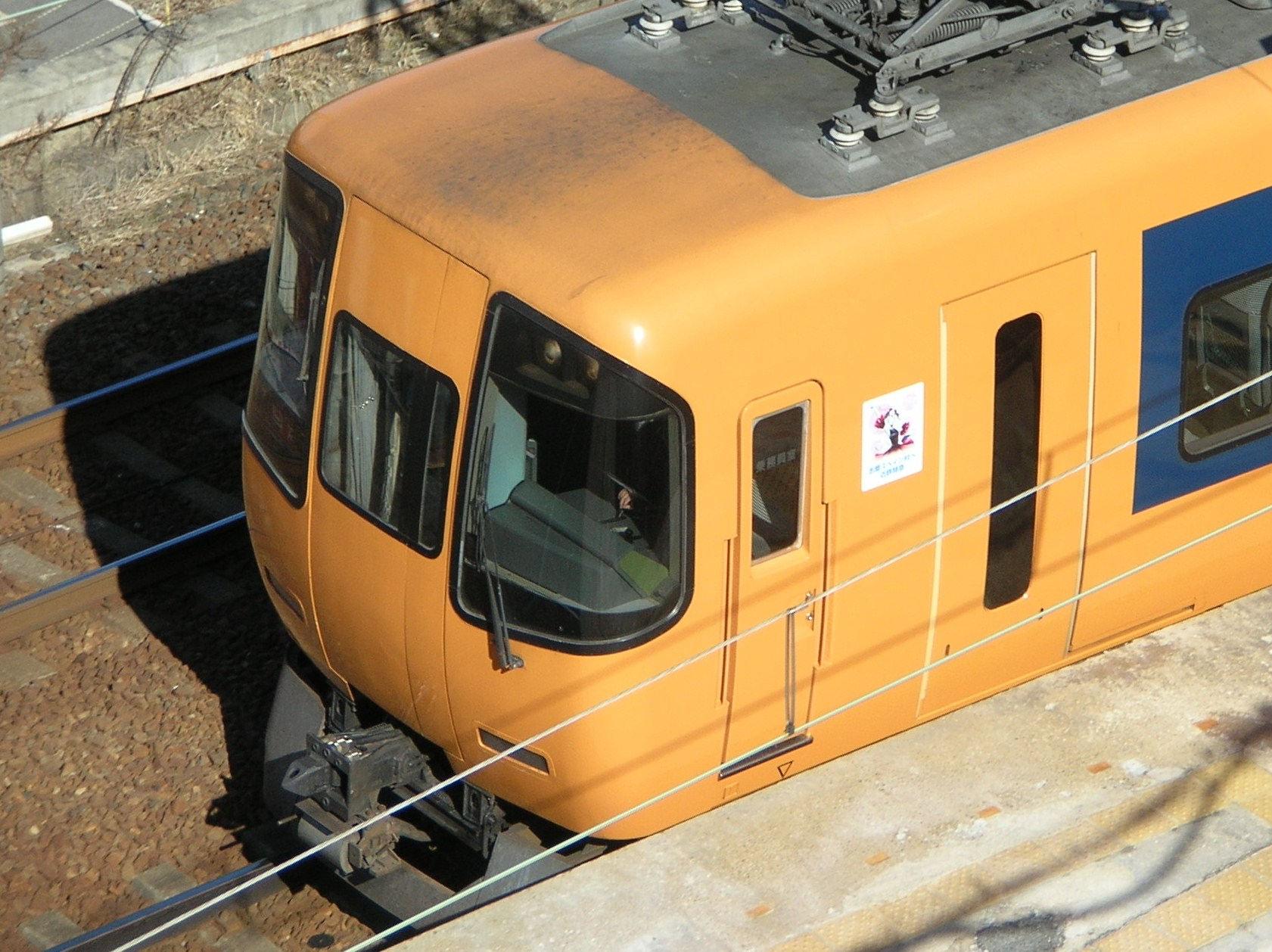
3次元曲面の先頭部
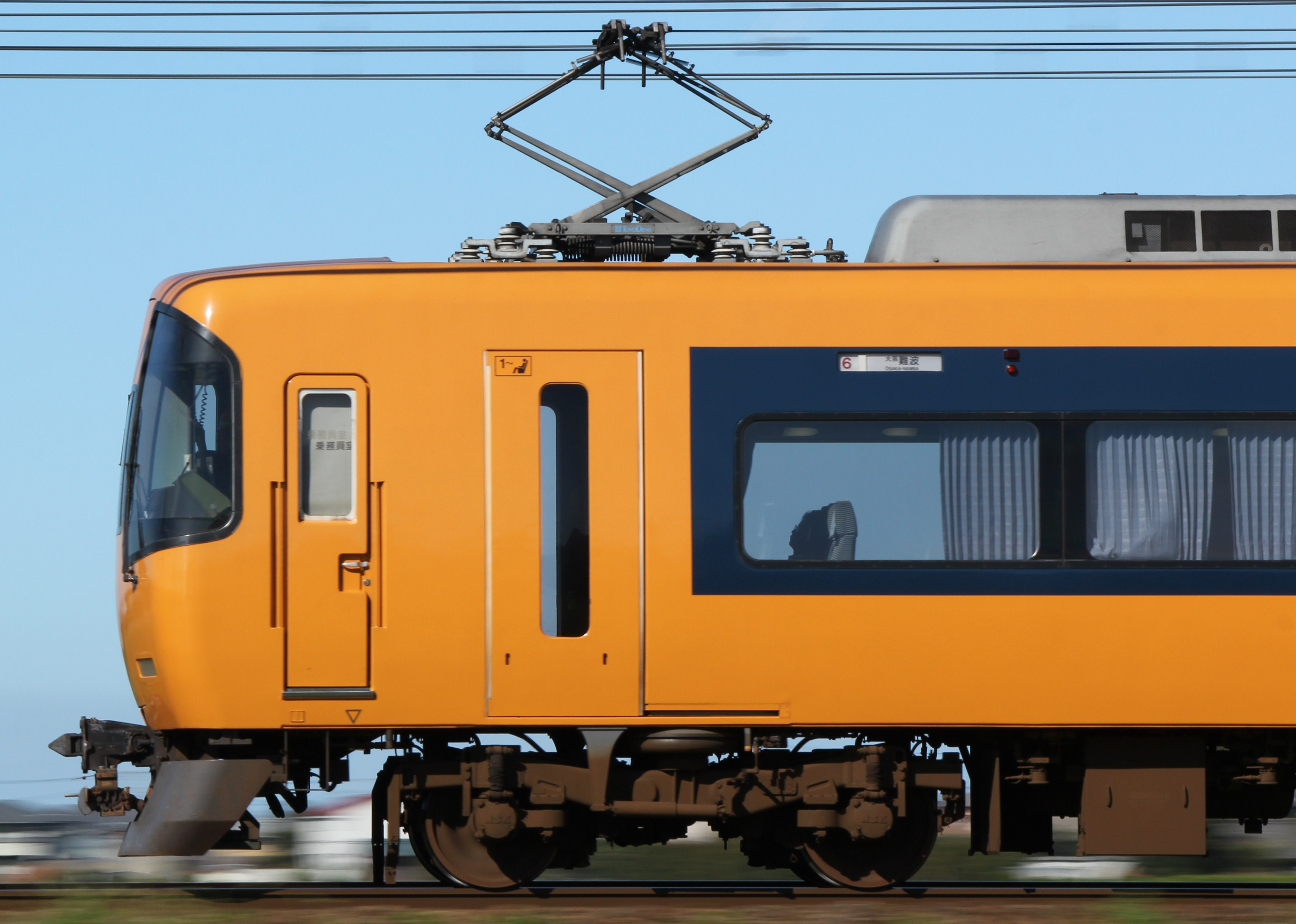
サイドビュー
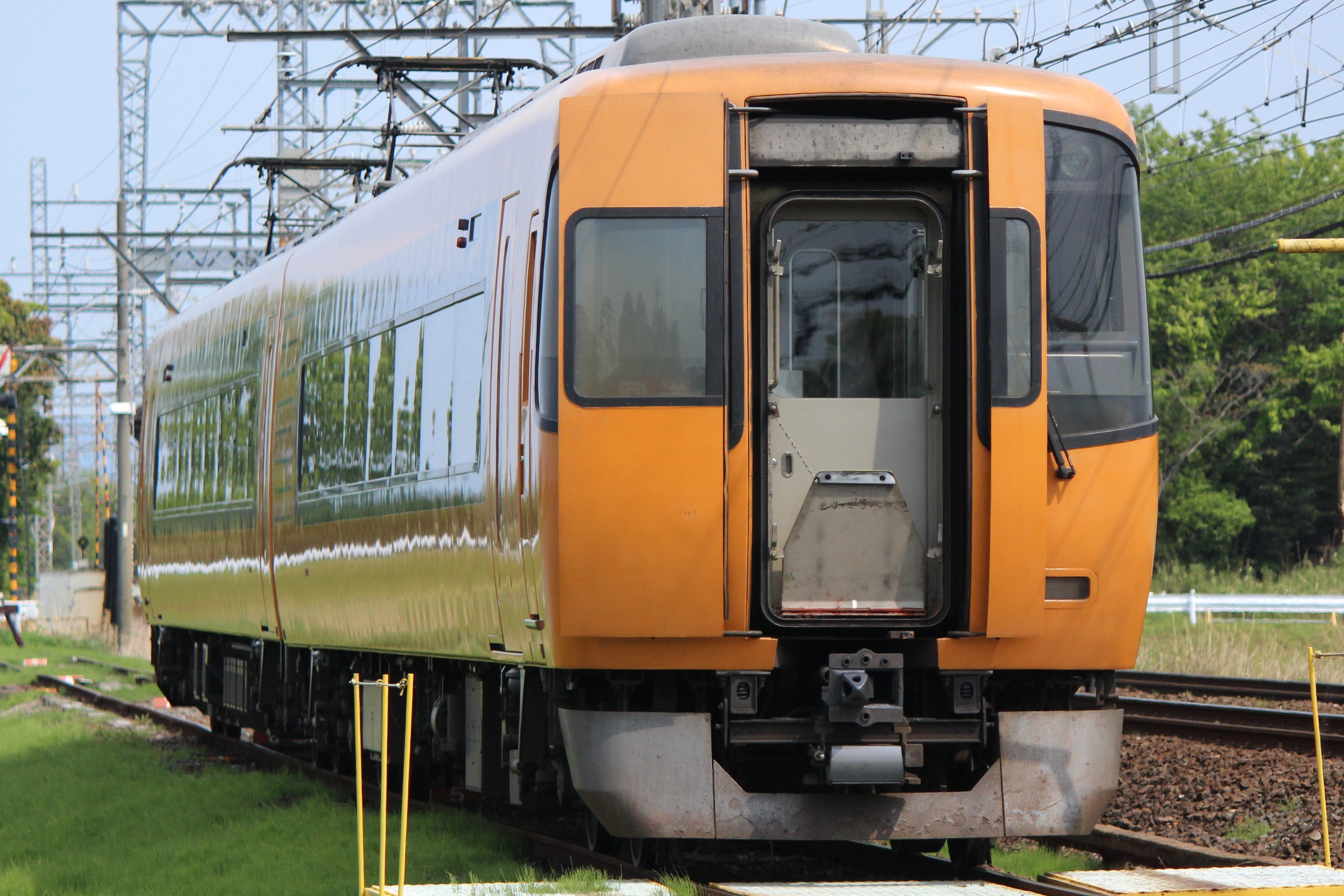
先頭部ドアが開いた状態
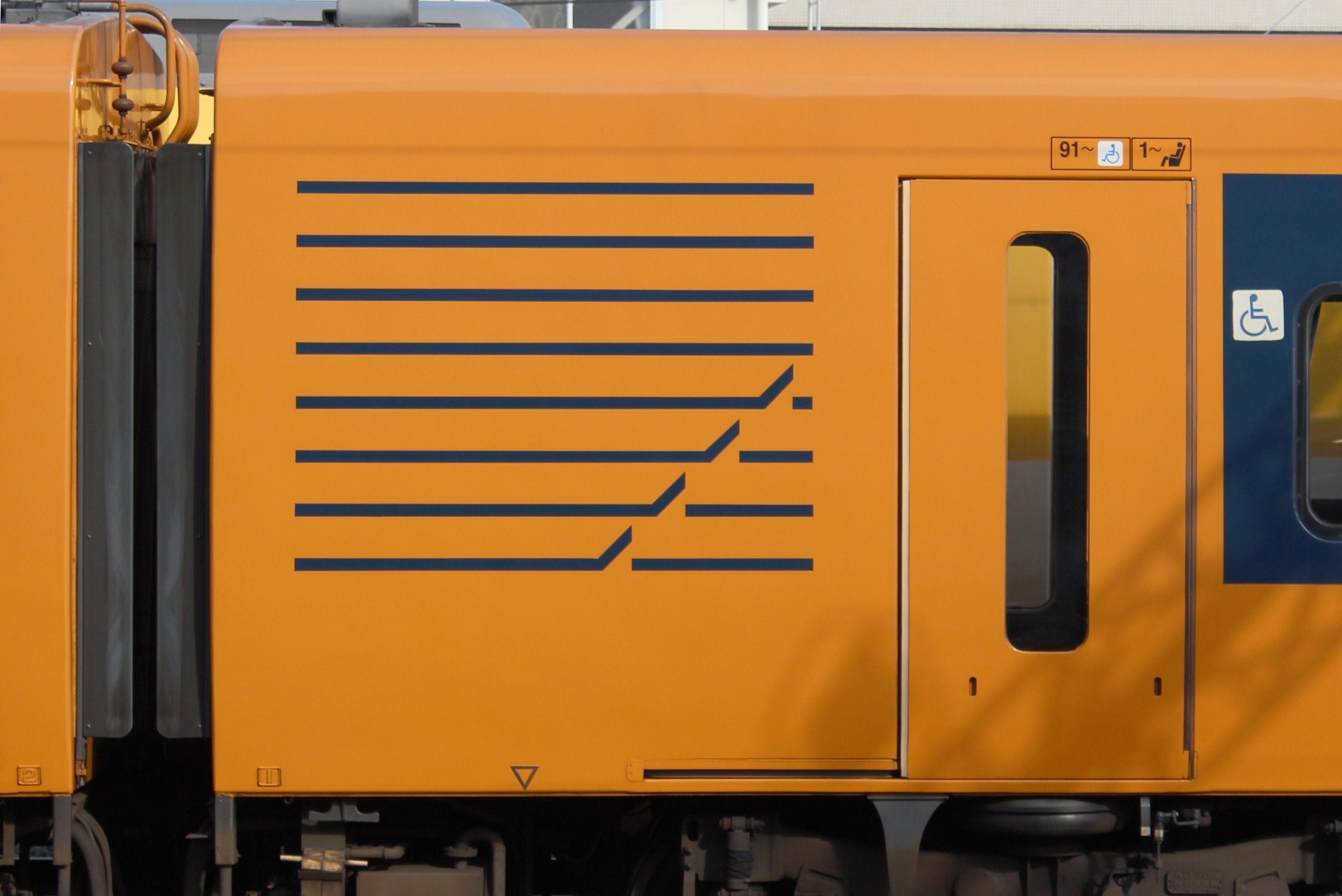
ACEストライプ
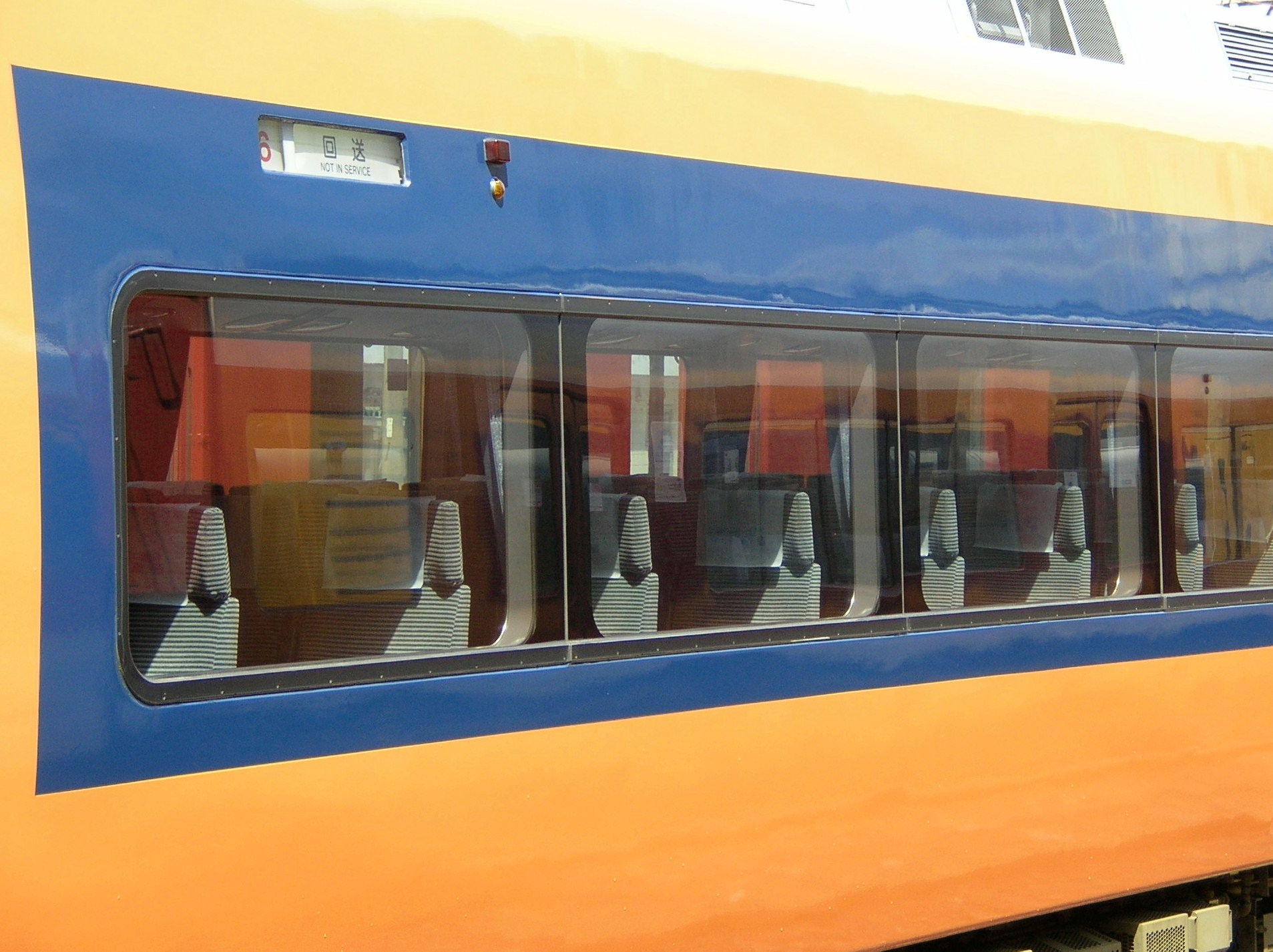
連続窓 21000系よりも構造を簡略化

### 車内設備

#### 客室

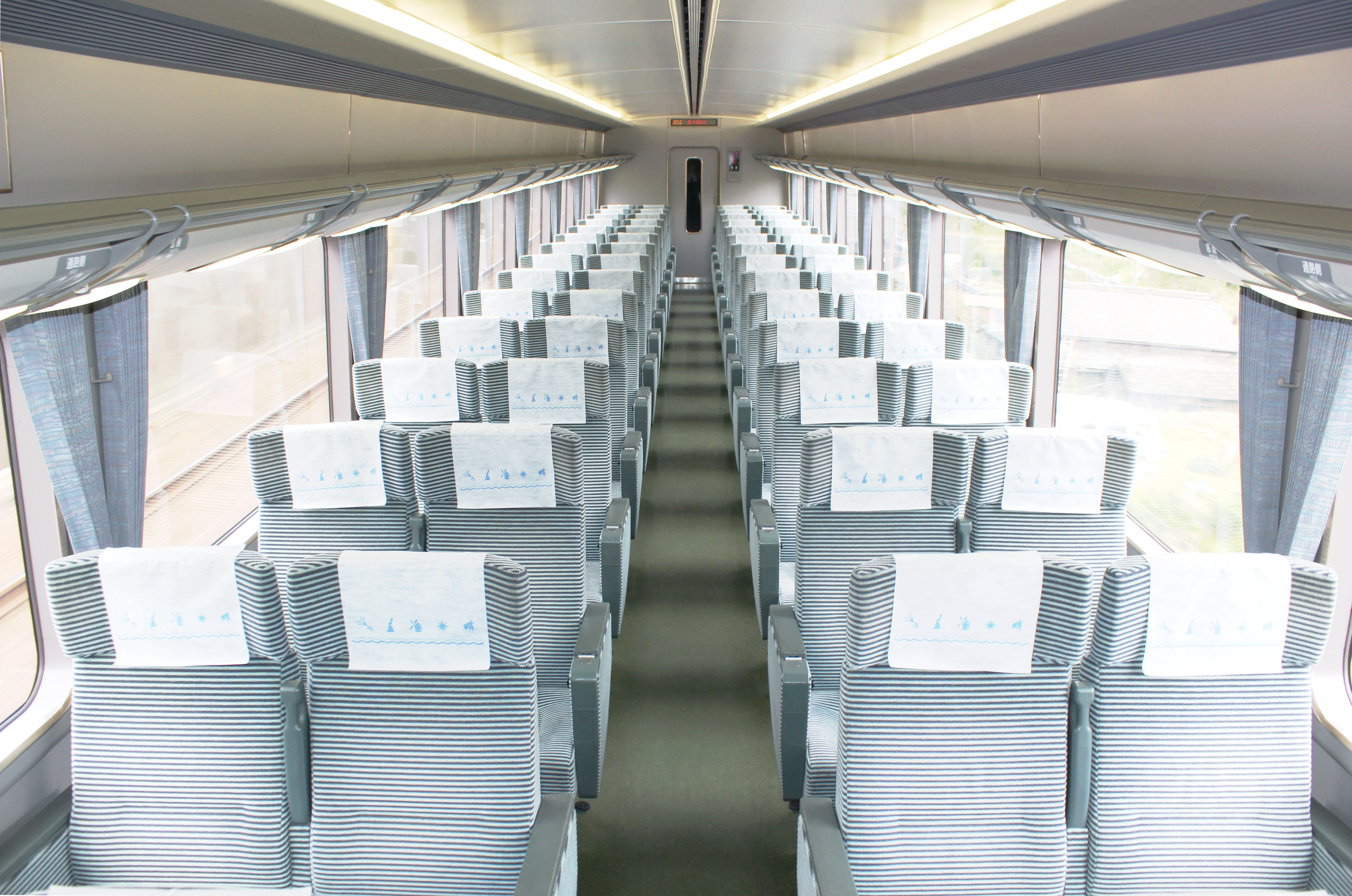
車内（登場当時)

車内デザインはおおむね21000系を踏襲した。本系列は汎用特急車両であるため、デラックスカーの設定はない。
化粧板は明るいグレー系のシンプルなものとした。客室仕切扉脇のサインパネル（LED式号車案内表示器）は21000系より機器厚さを薄くしたほか、男性用トイレブースと洋式トイレの使用中表示を分離し、一部には座席転換用のキースイッチを設けた。仕切り扉上部にはLED式のフリーパターン車内案内表示器が設けられた。カーテンは本系列よりかさばらないプリーツカーテンが採用され、以後の特急車にも踏襲された。カーテンタッセルは30000系「ビスタカーIII世」以来のU字状のアルミ鋳物に挟み込む方式から、帯によって束ねる方式に戻されたが、増備車では再度鋳物に挟み込むタイプに変更された。
天井照明は21000系の天井中央から発光する方式を改め、左右両側から発光する方式となった。荷棚の先端には、荷物を確認しやすいようスリットが設けられた。荷棚下部の照明はグローブ形状をU字状として、各座席ごとに冷風吹き出しスポットを挟んで2灯ずつ配置された。
4両編成のモ22200形には、バリアフリー設備として近鉄車両として初の車椅子対応座席と車椅子対応トイレが設置されている。この車両の乗降扉は車椅子の通行を考慮して他車よりも開口部が広い。客室仕切扉も同様に広く、22200形のトイレ側のみ両開き式である。座席も1人掛け用が2脚配列された。この車椅子区画と一般客用の通路の幅が異なるため、段差吸収のためにテーブルを兼用した仕切りが左右両側に設けられた。

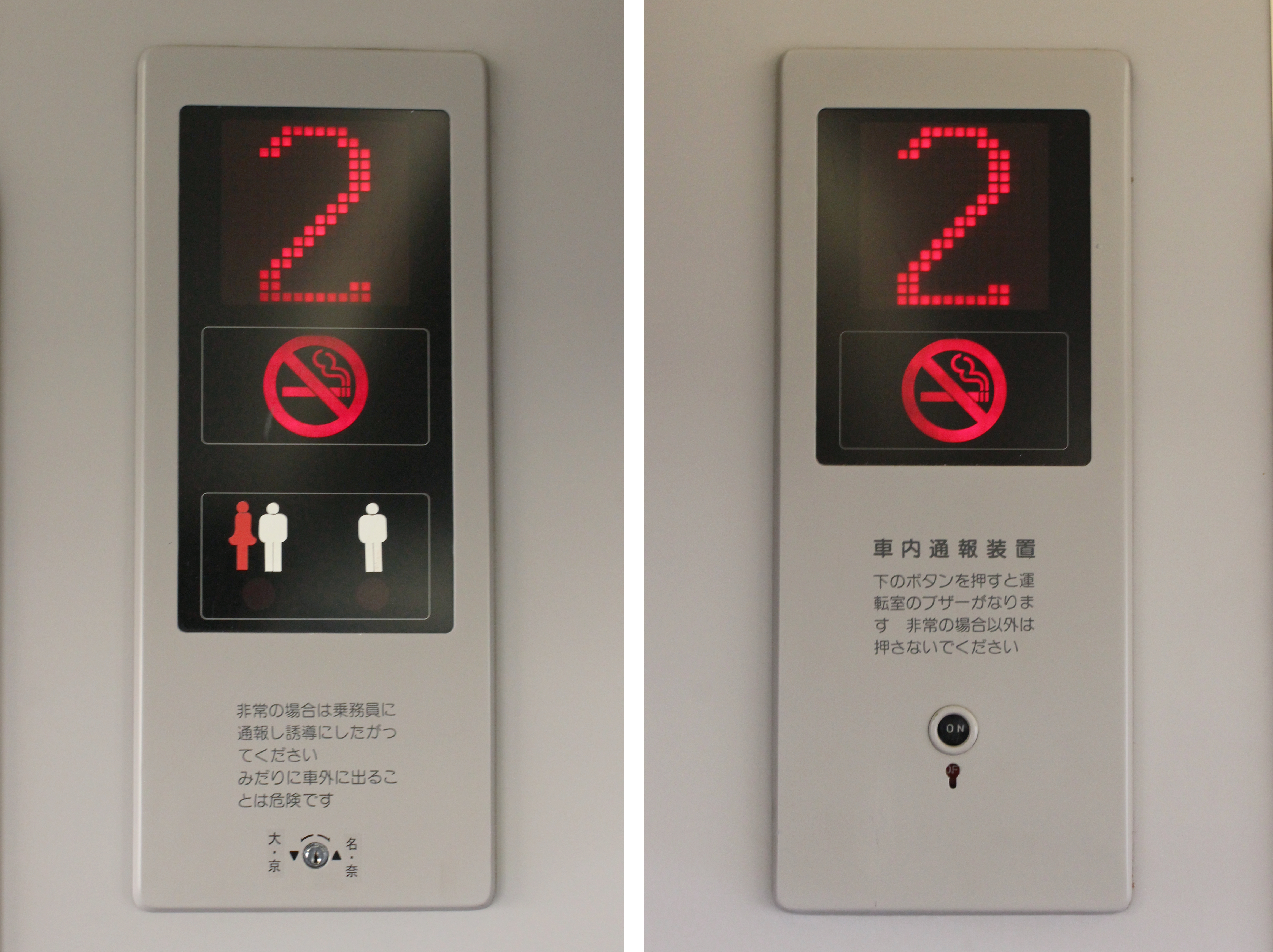
LED式サインパネル 左のタイプにキースイッチを設けた
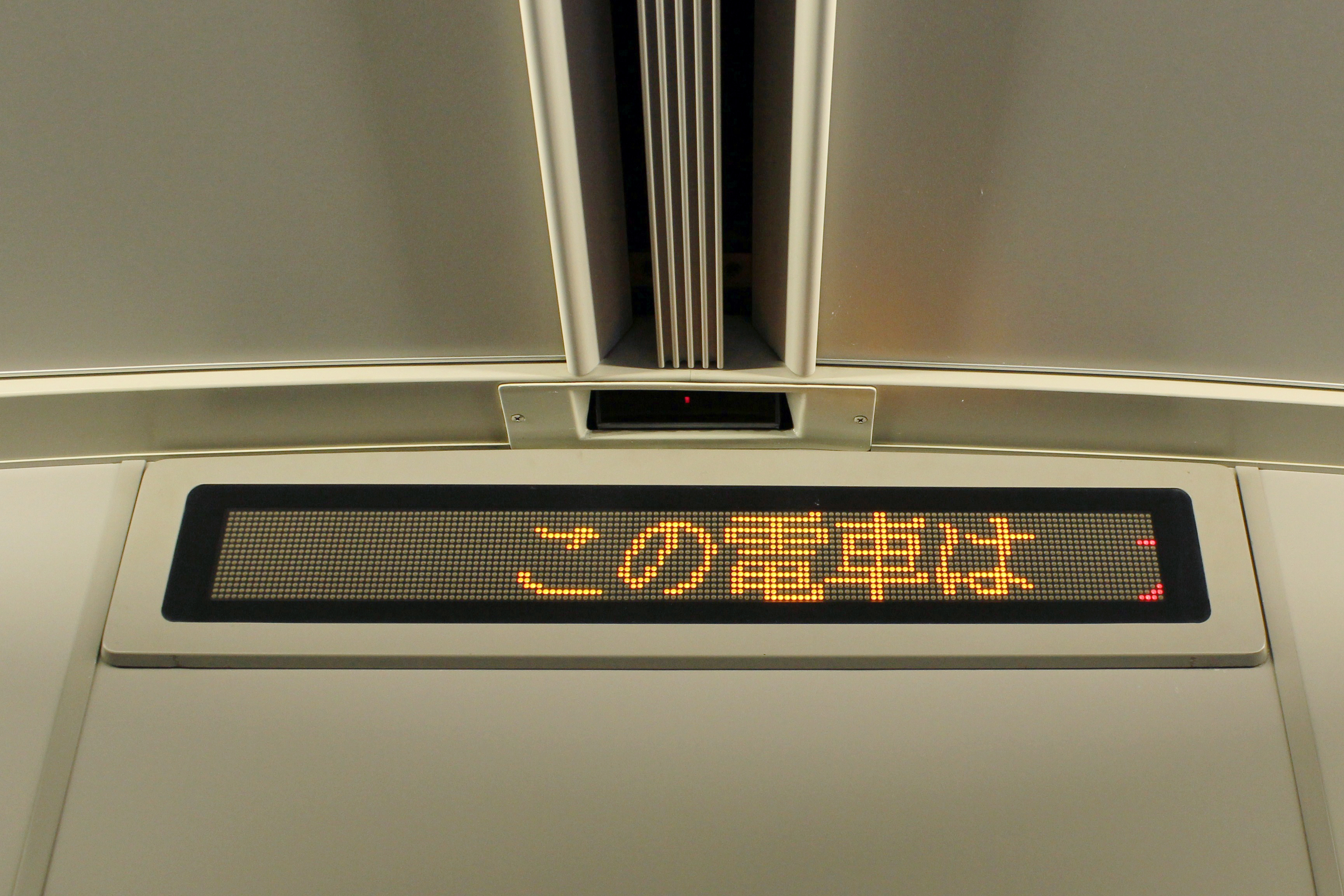
フリーパターンディスプレイ その真上に光電スイッチを設置
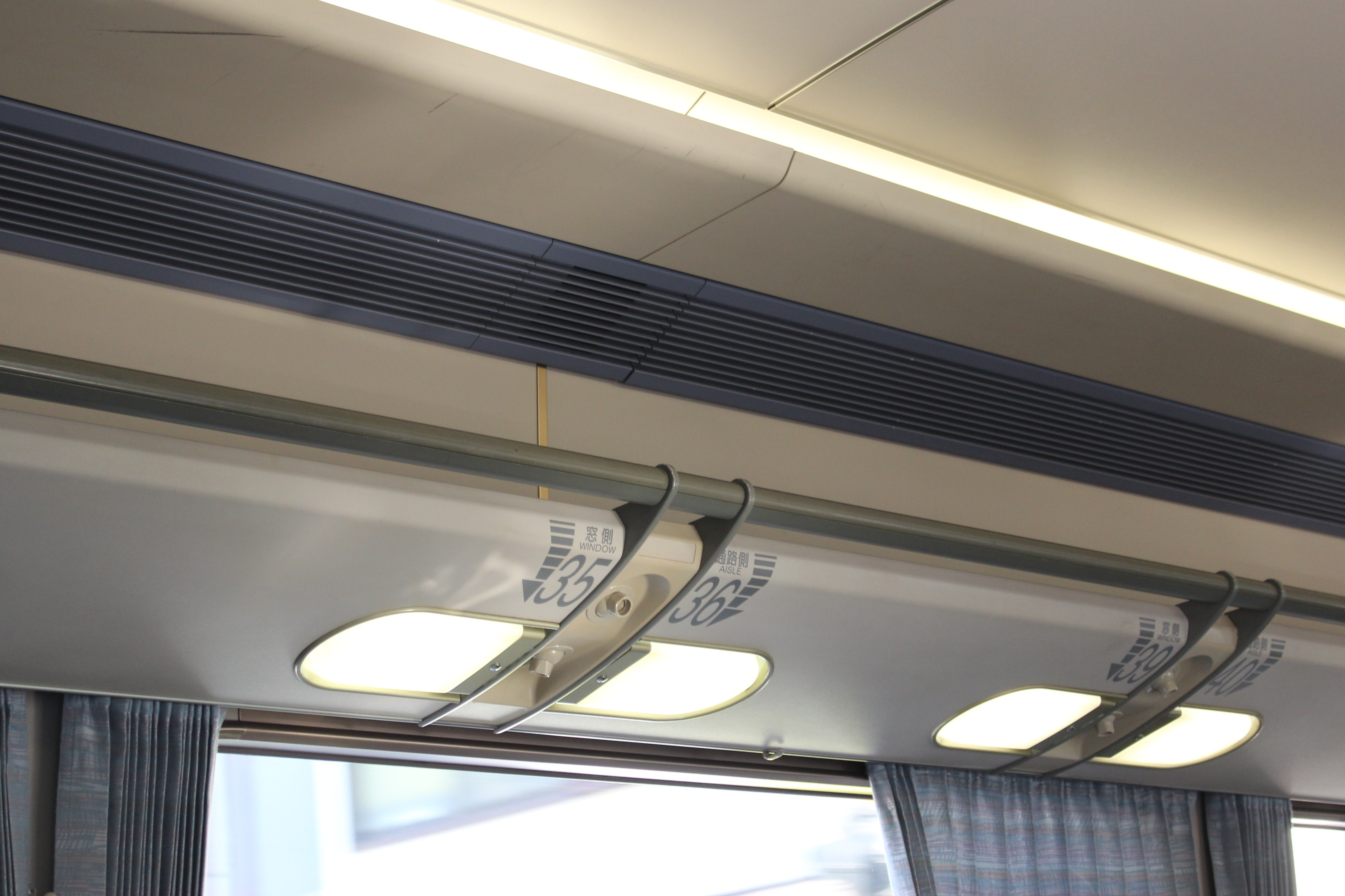
荷棚照明と個別冷風吹出し口 天井飾り板内にスピーカーをビルトイン
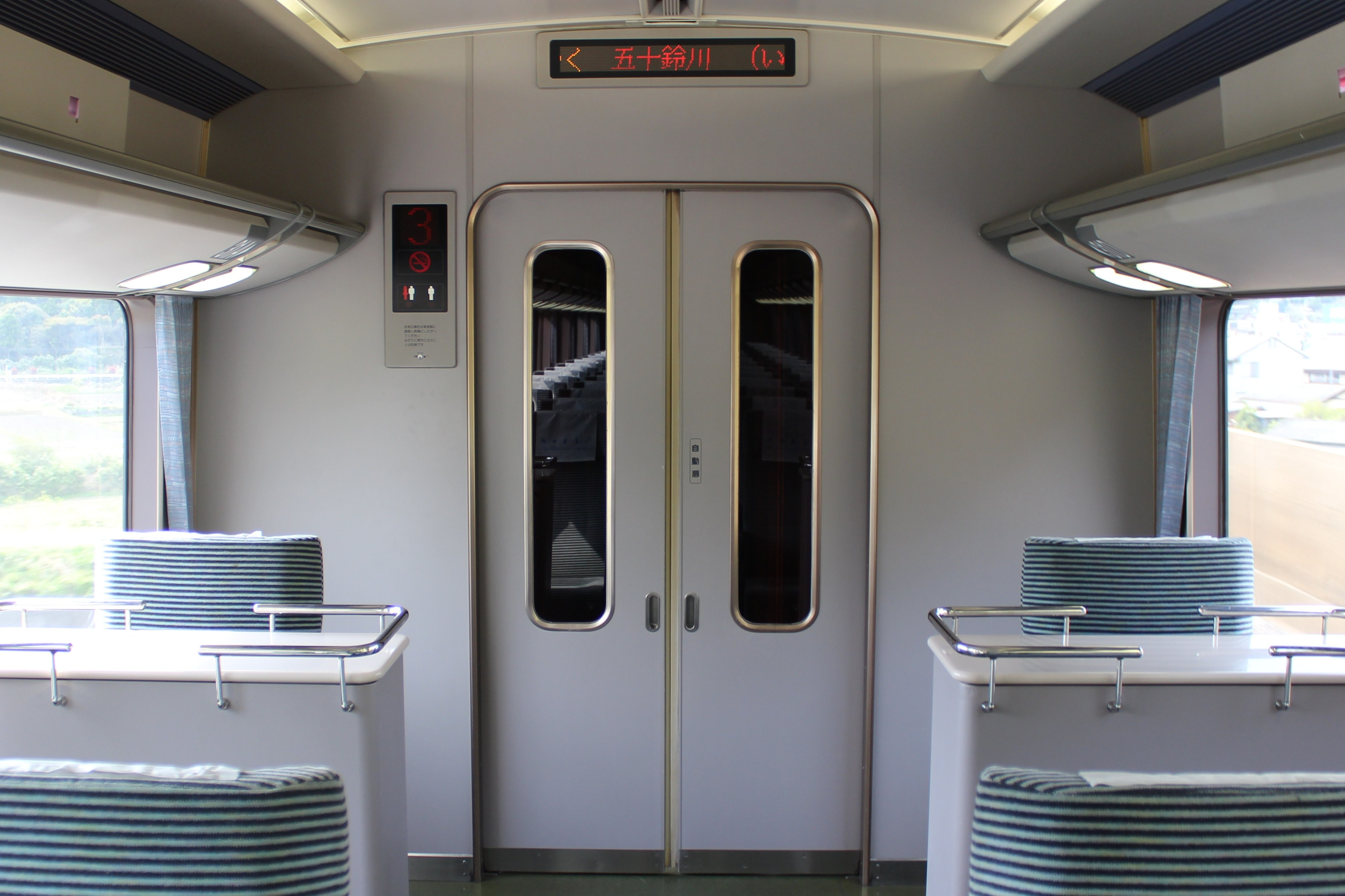
車椅子の出入を考慮した両開き式ドア

#### 座席
座席はバケット型シートが採用され、座席の転換も従来特急車の背起こし回転式からペダル回転式へ変更され、リクライニングの駆動方式もメカ式から油圧式とされた。テーブルはひじ掛けの蓋を開けて引き出す方式、足置き台は新幹線100系電車の普通車で採用されたのと同様の形状である。また座席幅も従来車より広げられ、シートピッチ（座席前後の間隔）は1,000mmである。
モケットはグレー系に緑がかったラインの入ったもので、グレー系の化粧板と併せて落ち着いた雰囲気を出している。この座席は23000系「伊勢志摩ライナー」にもモケット変更・シートピッチ拡大のうえ、採用されている。また、2006年以降の12200系B更新にも部分変更の上採用された。座席の枕カバーは当初は黄色であったが、後に白色とされた。座面高さは21000系より若干高めの410mm (+10mm) である。中肘掛は樹脂製で、背ずりに収納できる。座布団は、本系列よりウレタンを使用し、軽量化を図った。
肘掛部分はこれまで塗装の剥がれを考慮して、21000系のデラックスシート以外では塗装されていなかったが、本系列より剥がれ落ちの少ない粉体焼付け塗装を施して、見付の向上を図った。座席には折り返し時の座席転換作業を省力化するために、自動回転機構が設けられた。後年禁煙車に変更された車両では、ひじ掛け部の灰皿を撤去のうえ塞いでいる。

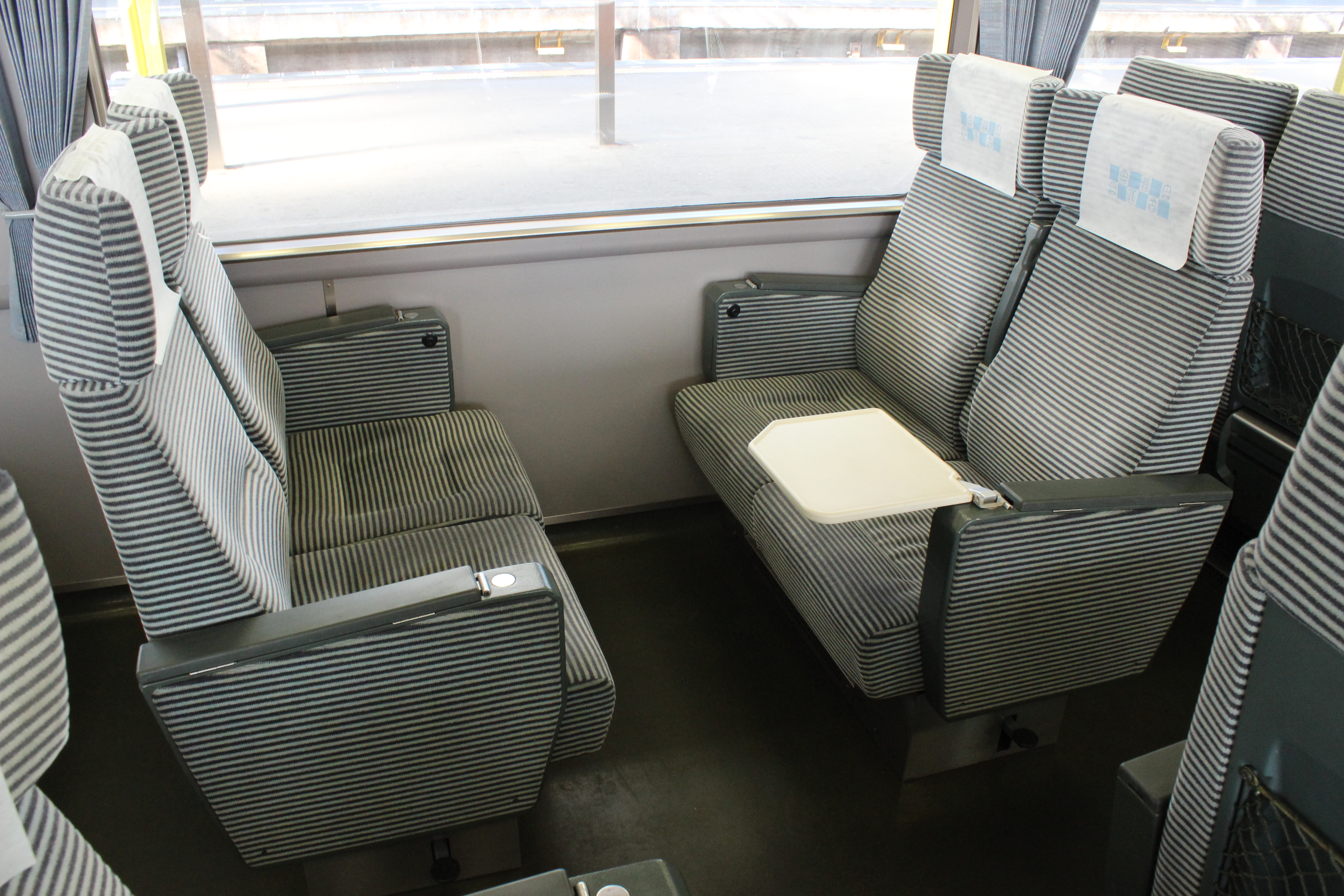
座席
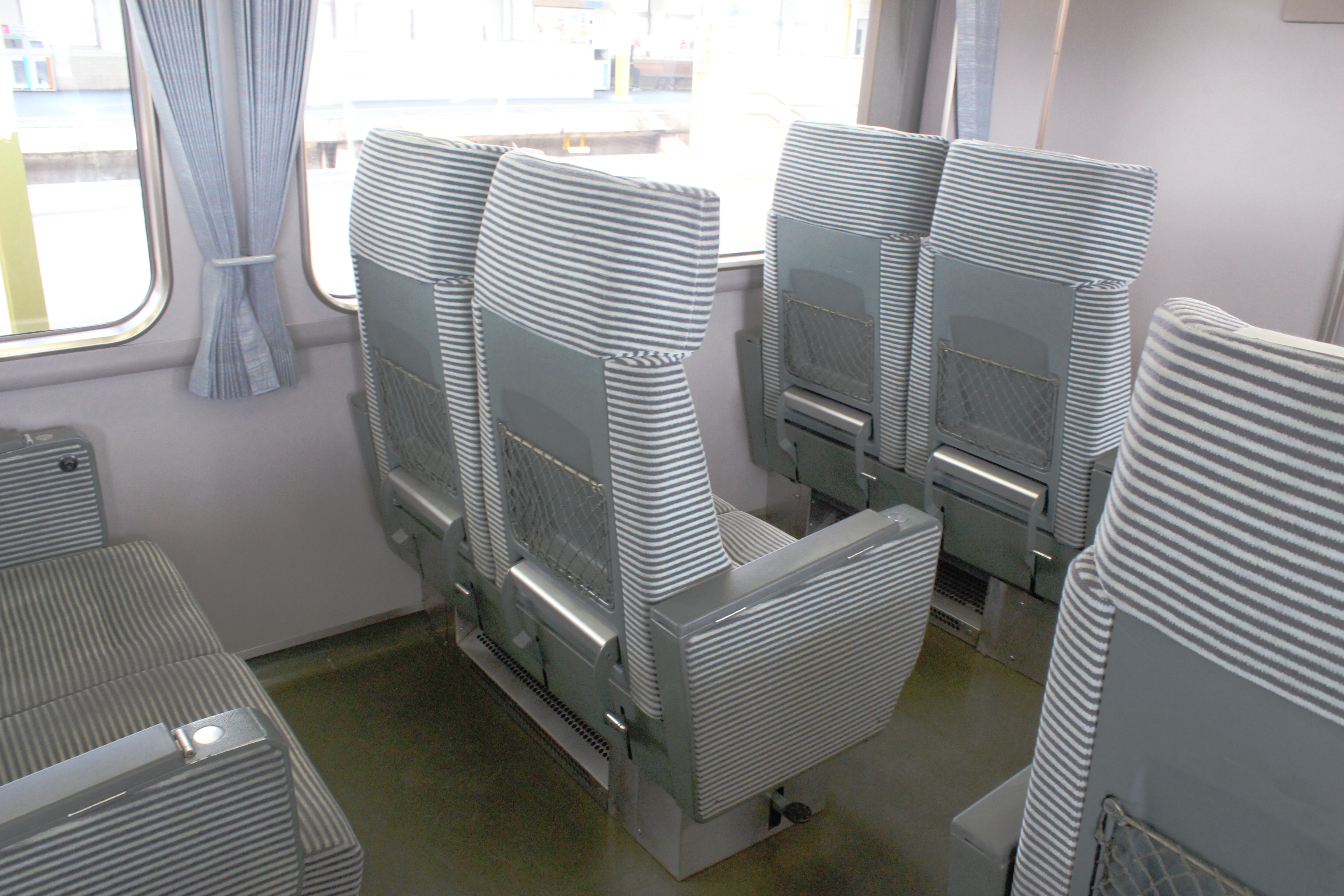
座席背面　フットレストも装備
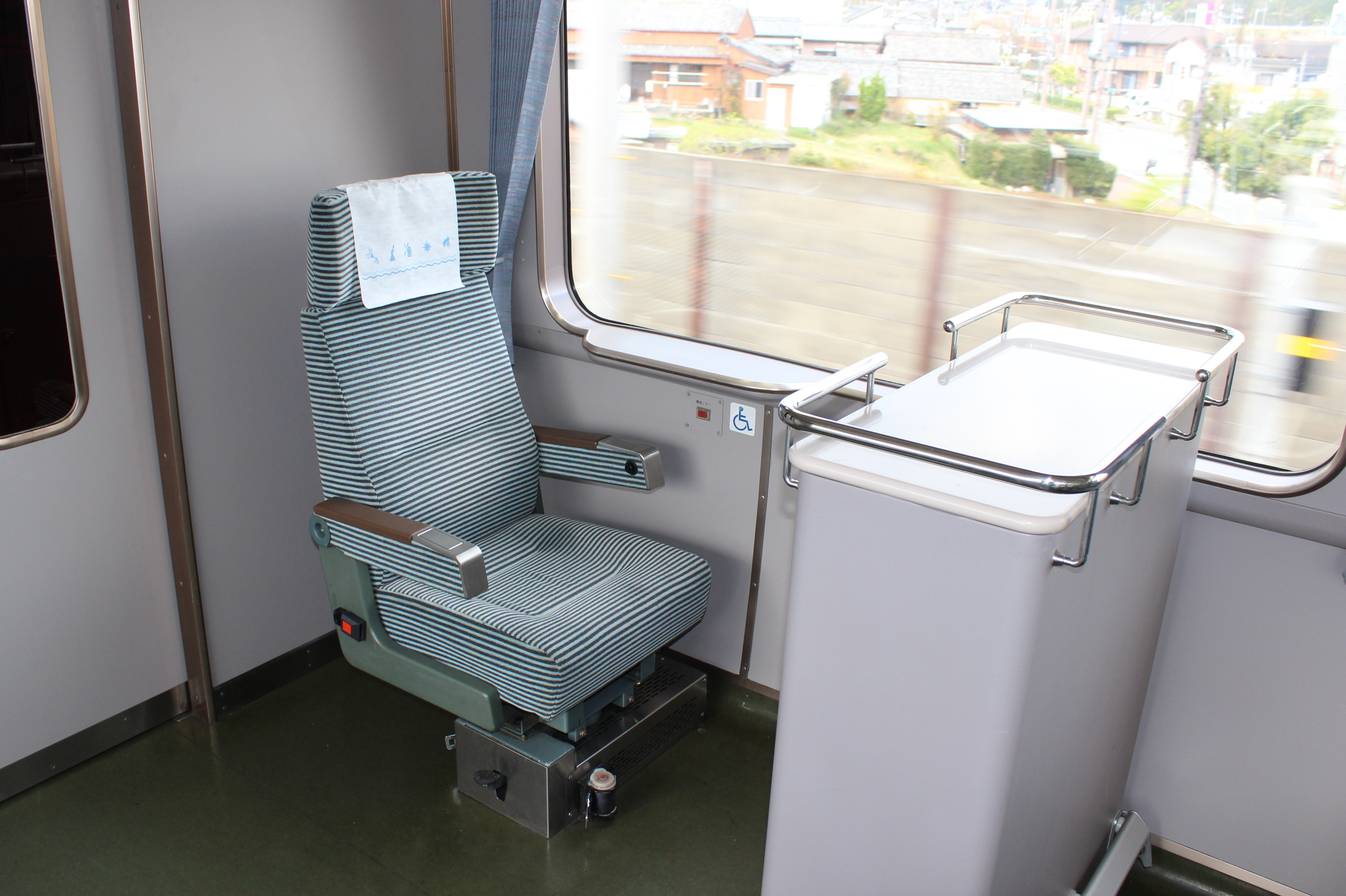
車椅子用座席 手前の台は通路幅段差吸収用
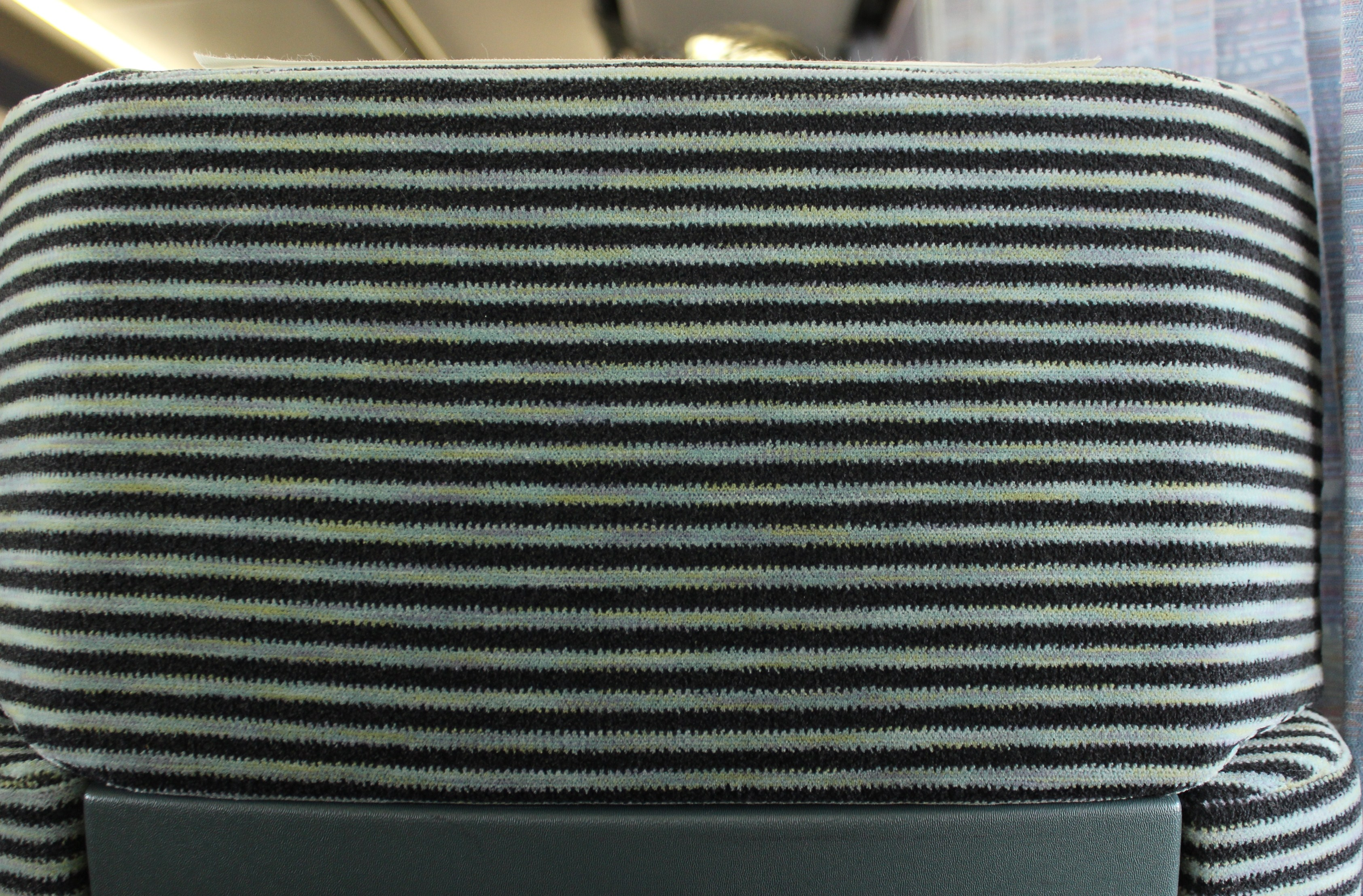
座席モケット 横縞のほか様々な色の模様で構成

#### 化粧室
トイレは和式をなくして洋式と男性用トイレブースの組み合わせに統一された。汚水処理方式は近鉄特急車として最後の採用例となる循環式である。洗面所の鏡は円形となり、鏡の裏より光が漏れ出るバックライト方式である。トイレ内部の鏡も円形とされた。また、前述通りモ22200形にバリアフリー対応のトイレが設けられた。23000系「伊勢志摩ライナー」と異なって洗面台とトイレの左右位置関係が逆で、バリアフリー対応トイレは山側に位置する。なお、洋式トイレは当初、便座にビニールカバーを巻きつけて、使用ごとに繰り出して送るタイプだったが、後年は一般的な便座に交換のうえ、壁に消毒液が設置された。

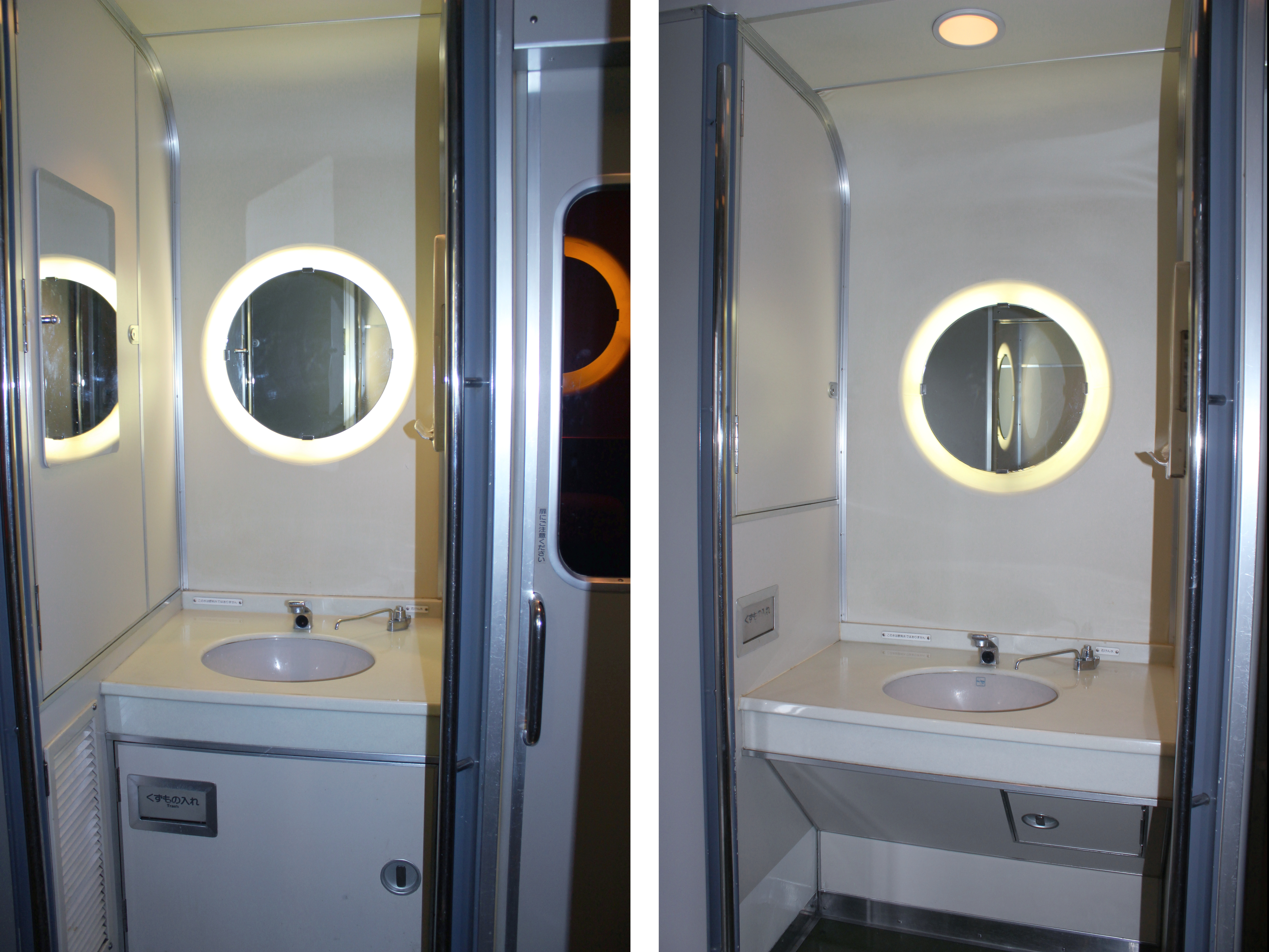
洗面台（右は車椅子対応洗面台） 1次車特有のサークル状鏡
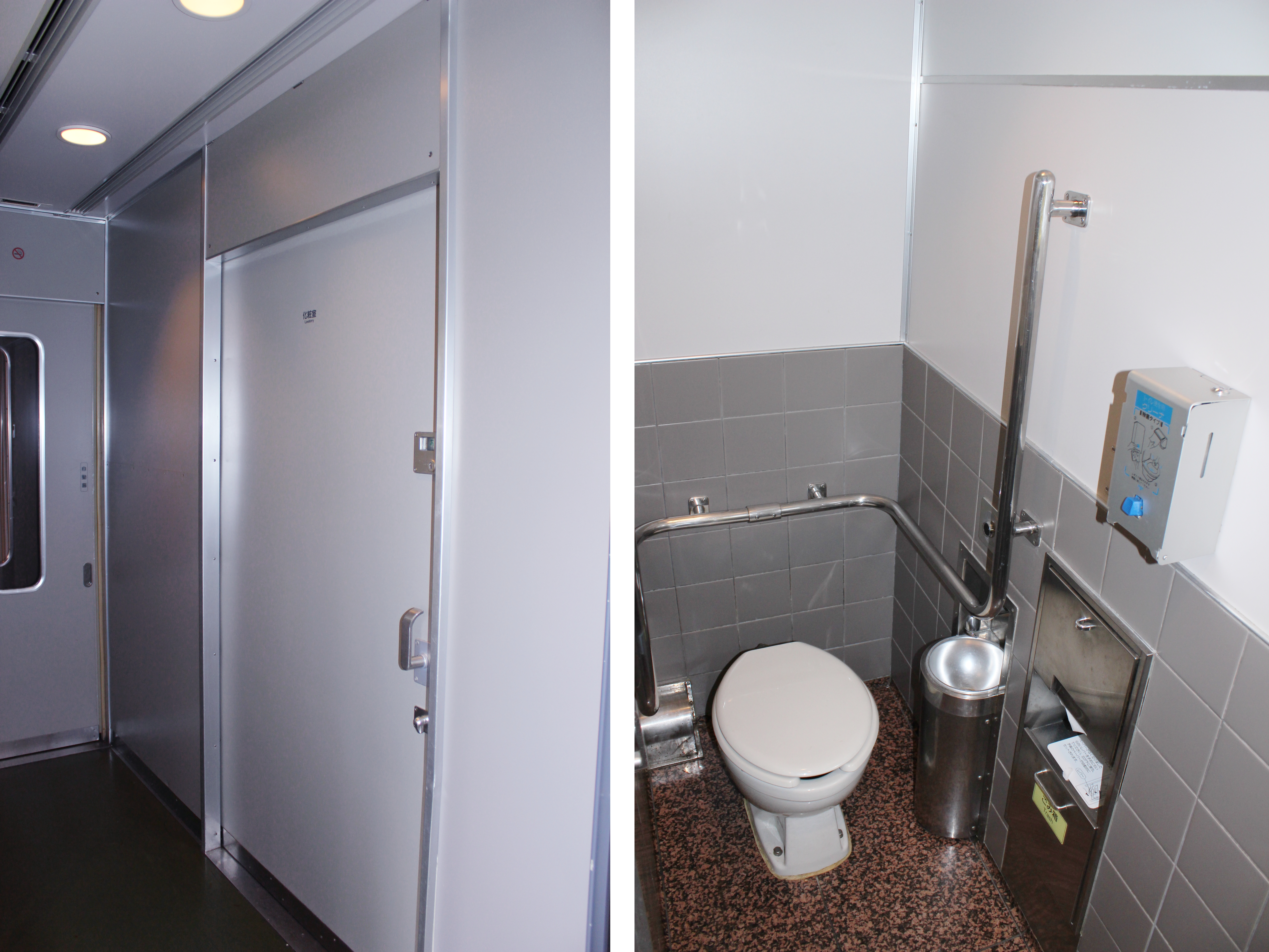
バリアフリー対応型トイレ 23000系以降の特急車と比べ多目的型トイレの位置が左右逆
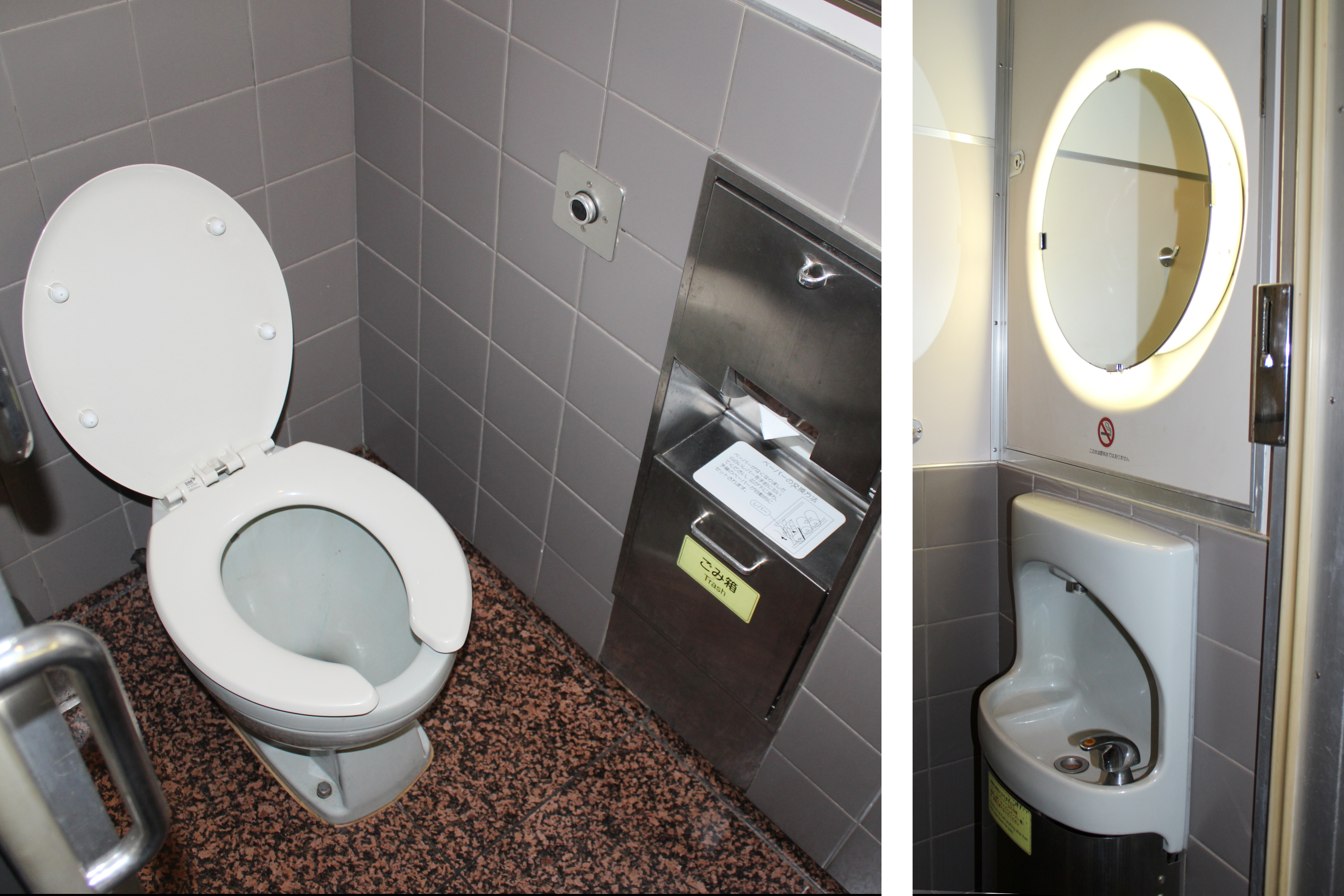
床据え付け式の洋式トイレ 当初は繰り出し式カバータイプだった
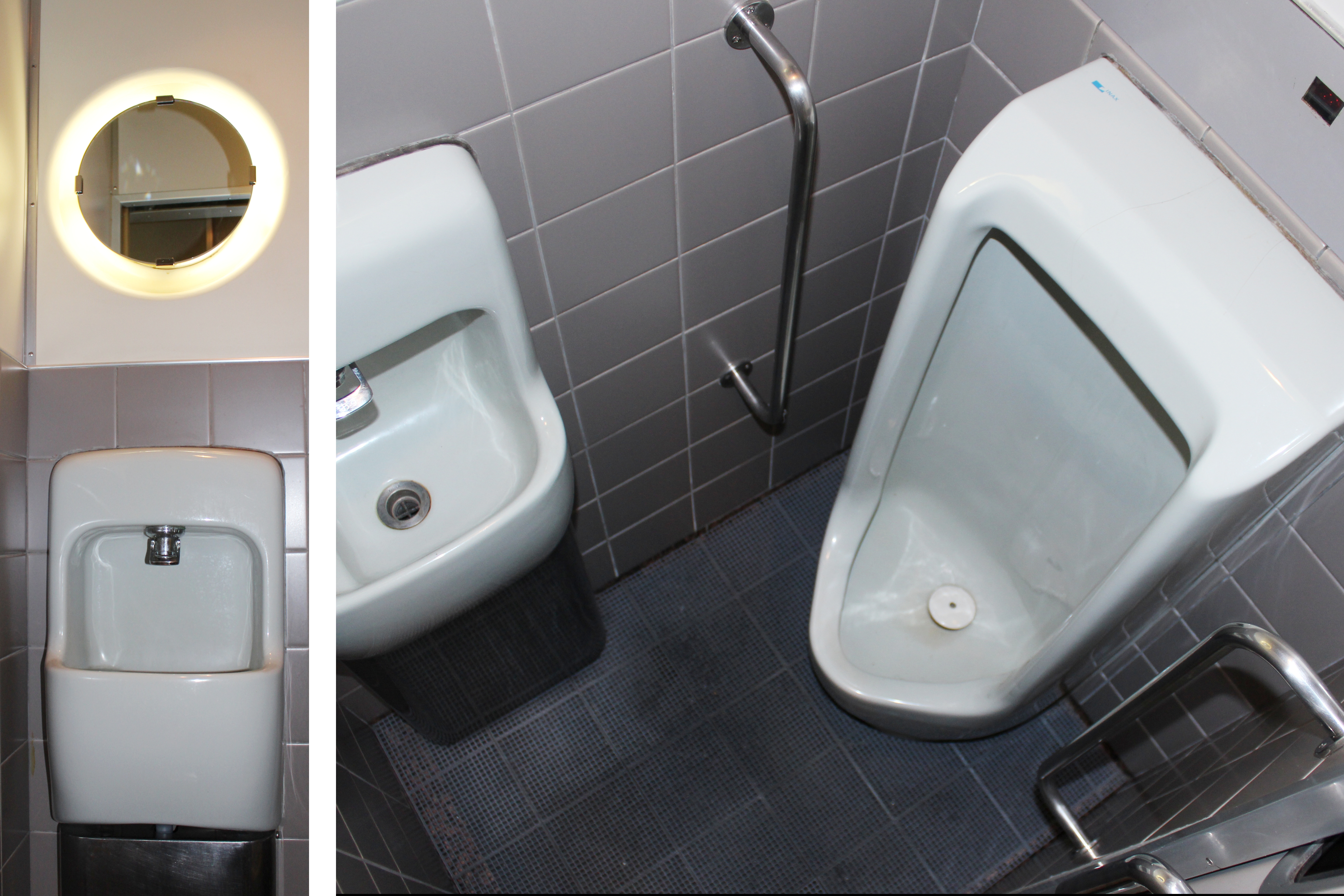
男性用トイレ

#### デッキ
デッキは概ね21000系と同じデザインである。乗降扉が2枚折戸式からプラグ式に変更されたため、床面の扉可動部の色分けが廃止された。車椅子対応設備を有するモ22200形のデッキには握り棒を設けている。貫通路は、従来の幌むき出しを改め、FRP製のカバーを設けて居住性に配慮した。モ22100形の連結面寄りデッキに公衆電話を設けたが、後年、利用減少により撤去された。

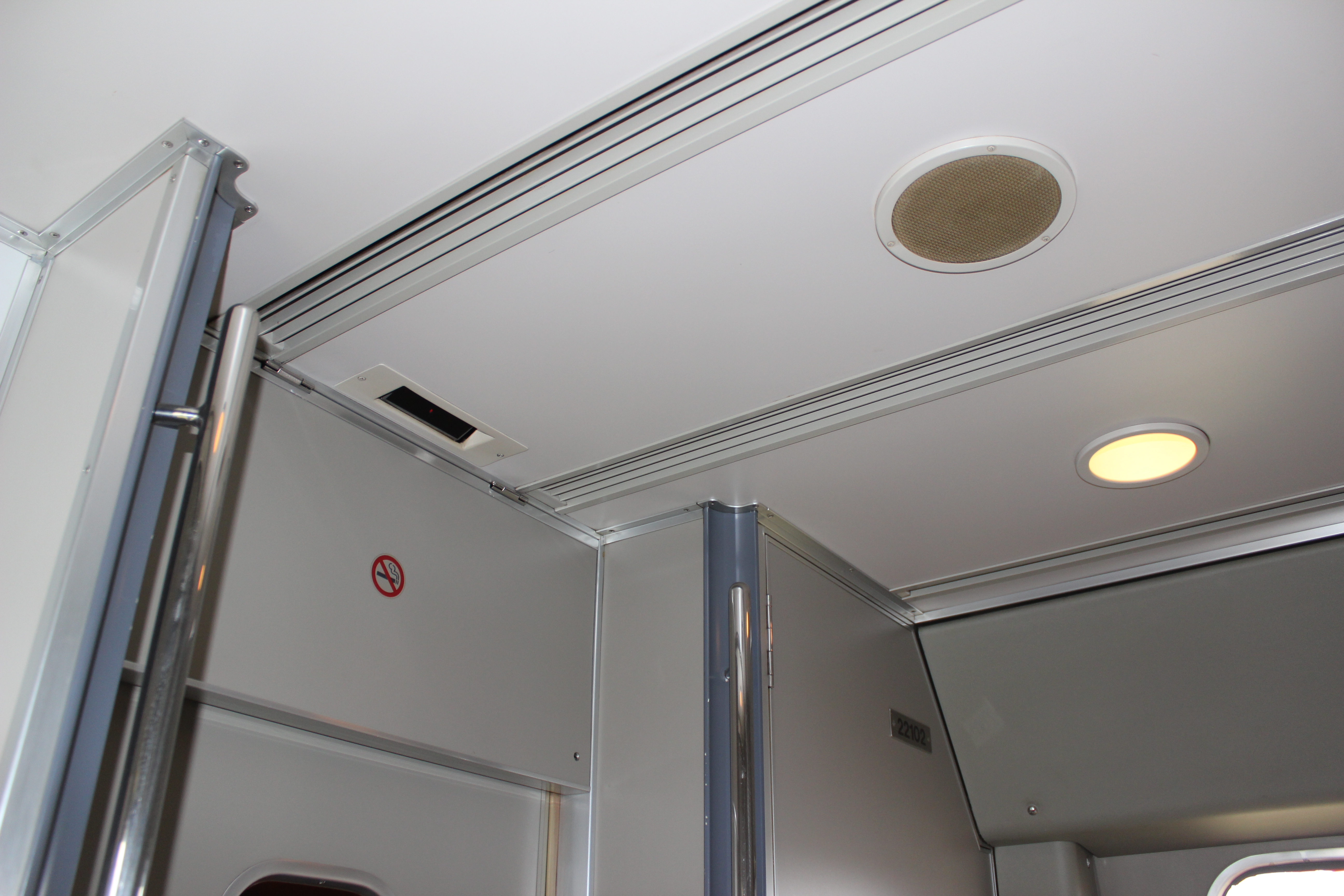
デッキ天井 概ね21000系のデザインを踏襲
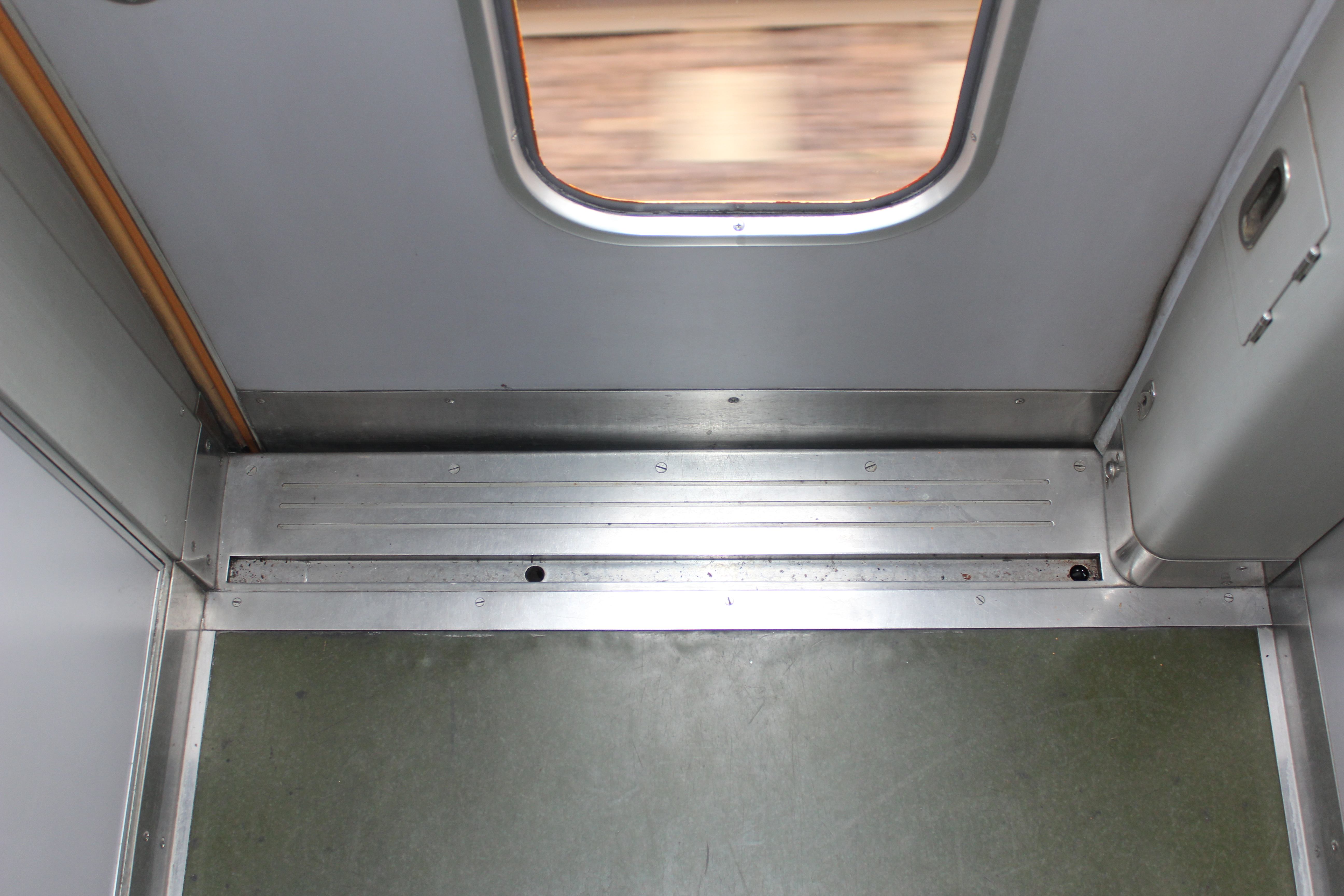
乗降扉床面は扉可動部の色分けが廃止
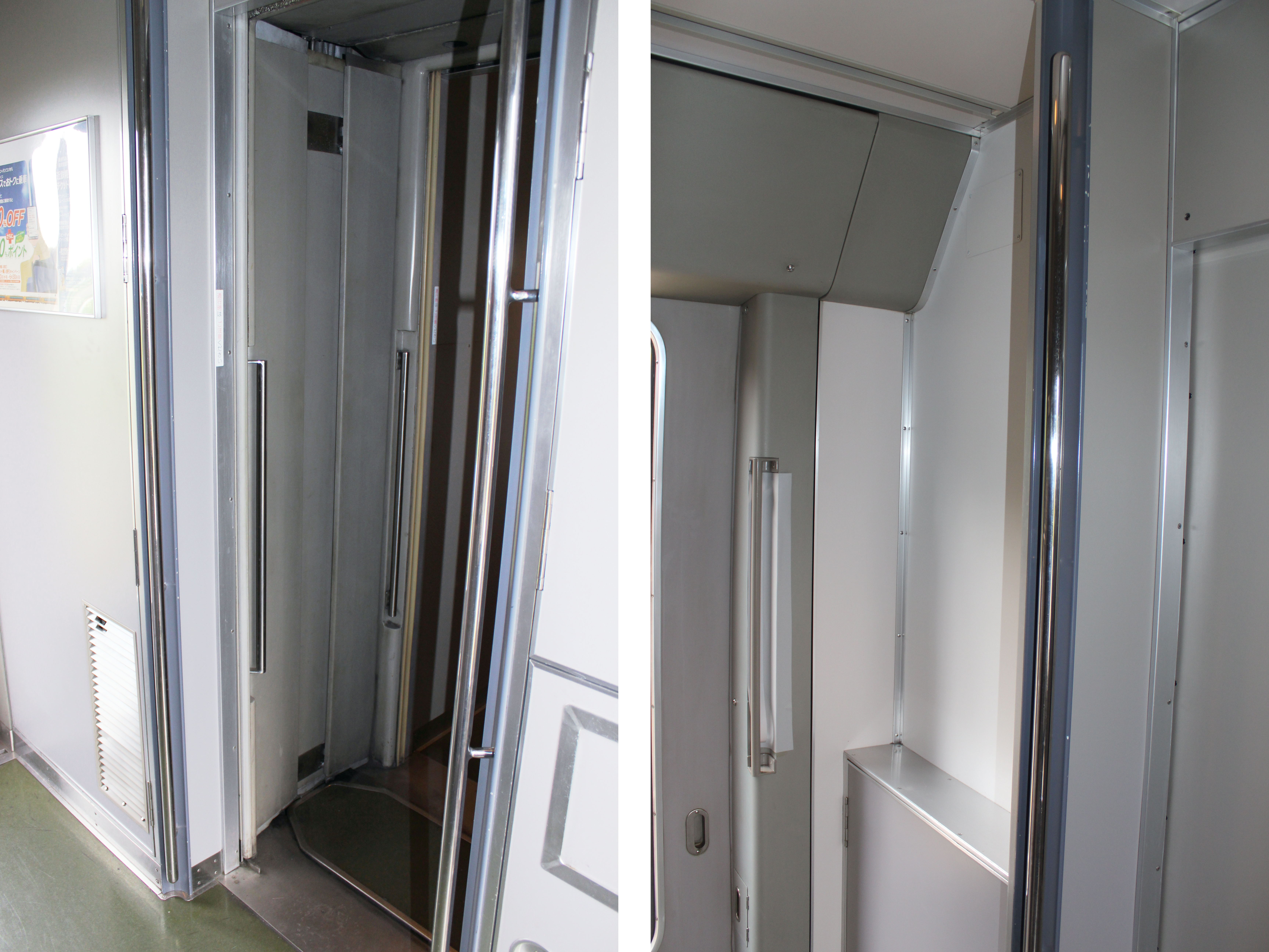
貫通路にカバーを設けた 元公衆電話設置スペース
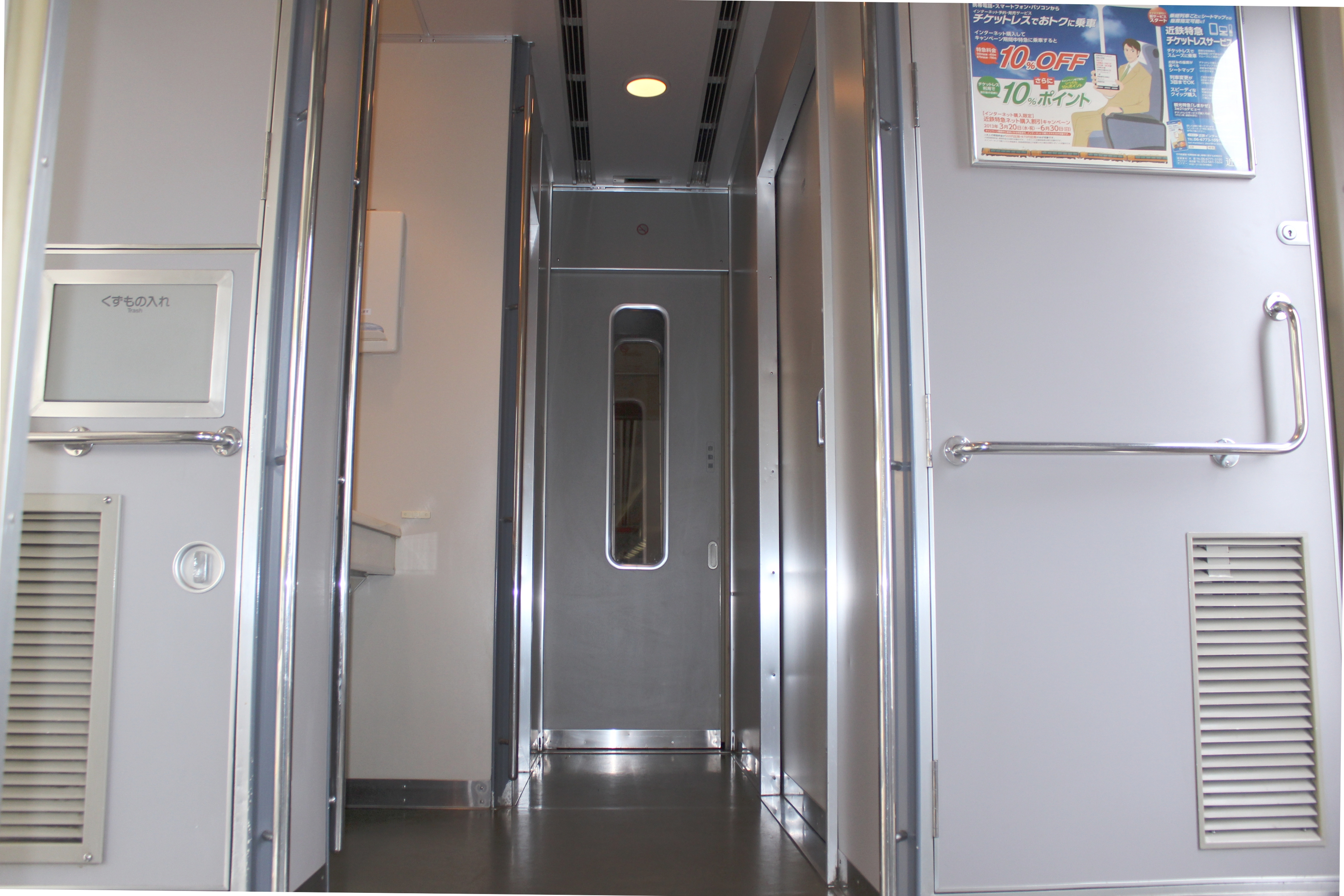
モ22200形デッキ 車椅子利用に配慮した構造

### 主要機器

#### 制御装置
近鉄の特急車両では初めてVVVFインバータ制御（三菱電機 MAP-148-15VD33）を採用し、モ22100形とモ22300形に各1台搭載している。通勤車と比べて減速機会の少ない特急車両において、VVVFインバータ制御を採用しても省エネルギー面でさほど有利にはならないが、今後の標準システムになりうる点や省メンテナンス性が高いことを考慮して採用に踏み切ったものである。制御装置の半導体素子はGTOサイリスタで、容量は4,500V 3,000Aである。

#### 主電動機
主電動機は三菱電機製で、近鉄特急車では初のかご形三相交流誘導電動機MB-5040-A（端子電圧1,050V時1時間定格出力135kW）を採用し、各車に4台搭載する。歯車比は4.32である。1台の制御装置で8台の主電動機を操作するオール電動車編成とし、最高速度130km/hを可能としている。大阪線西青山駅 - 東青山駅間の新青山トンネル内22.8‰上り勾配においても均衡速度130km/hでの走行を可能とし、33‰上り勾配区間においての均衡速度は118km/h、架線電圧10%減・定員乗車条件でも均衡速度115km/hを確保している。交流誘導電動機の採用によって直流電動機にあった整流子スペースが省略され、その分小型化されたことで後述のディスクブレーキ取り付けによる制動距離短縮が可能となった。

#### 補助電源装置・空気圧縮機
補助電源装置は21000系・26000系「さくらライナー」で実績のある東芝製DC - DCコンバータ (COV-022) を採用し、モ22200形・モ22400形に搭載する。故障時には他車からのバックアップが可能である。空気圧縮機はモ22200形・モ22400形にC-1000LAないしHS-10を1台ずつの搭載としている。

#### 台車
台車は、高速運転のための走行性能の向上・軽量化・保守の軽減を目的として新しく設計されたボルスタレス式のKD-304形を採用した。車軸には主電動機の小型化によって電動車であるにもかかわらずディスクブレーキが装備され、踏面片押ブレーキとの併用によってブレーキ力の強化（制動距離の短縮）が図られ、130km/h運転を可能とした。台車には振動防止のためヨーダンパが設置されている。

#### ブレーキシステム
ブレーキシステムは回生ブレーキ併用電気指令式電磁直通空気ブレーキ (KEBS-2) を採用した。従来のHSC-D型電磁直通空気ブレーキ搭載車種と併結するため、ブレーキ読替装置を搭載する。抑速ブレーキも回生ブレーキとされているが、回生失効時は発生した電力を架線ではなく抵抗器に流す発電ブレーキに切り替えるシステムとなっているため、抑速用抵抗器を装備する。

#### 集電装置
集電装置は下枠交差形のPT-4811-C-Mを採用。2両編成はモ22100形に2基装備している。4両編成はモ22100形とモ22300形に各1基ずつ装備しており、この2基を母線で引き通して瞬時の集電装置の離線に対応している。また、屋上のヒューズ箱は2両編成では4両編成と比較して1基少ない。また、4両編成は各集電装置搭載車にもう1基追加装備ができるように準備工事がされている。

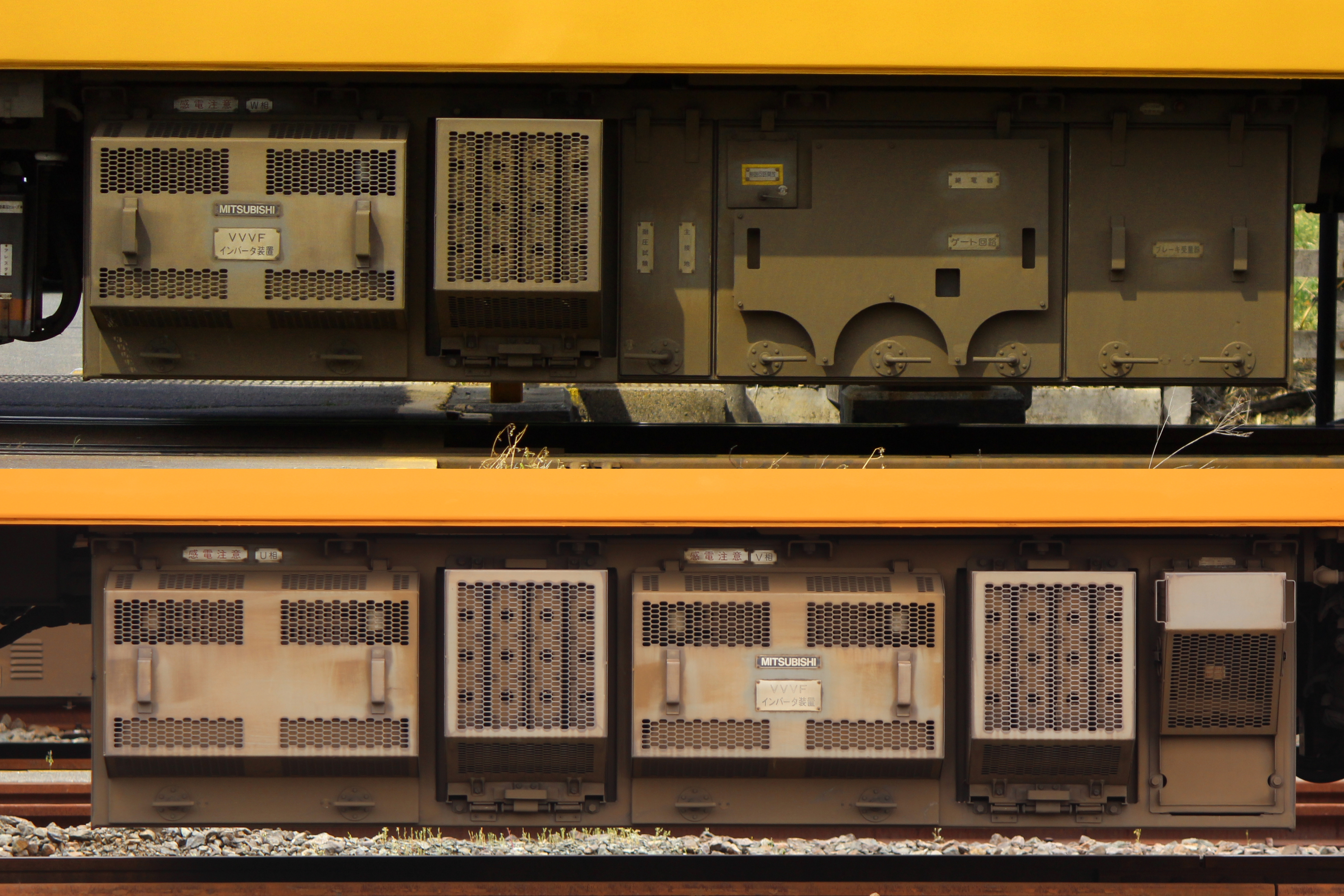
VVVFインバータ装置（写真下が海側） MAP-148-15VD33
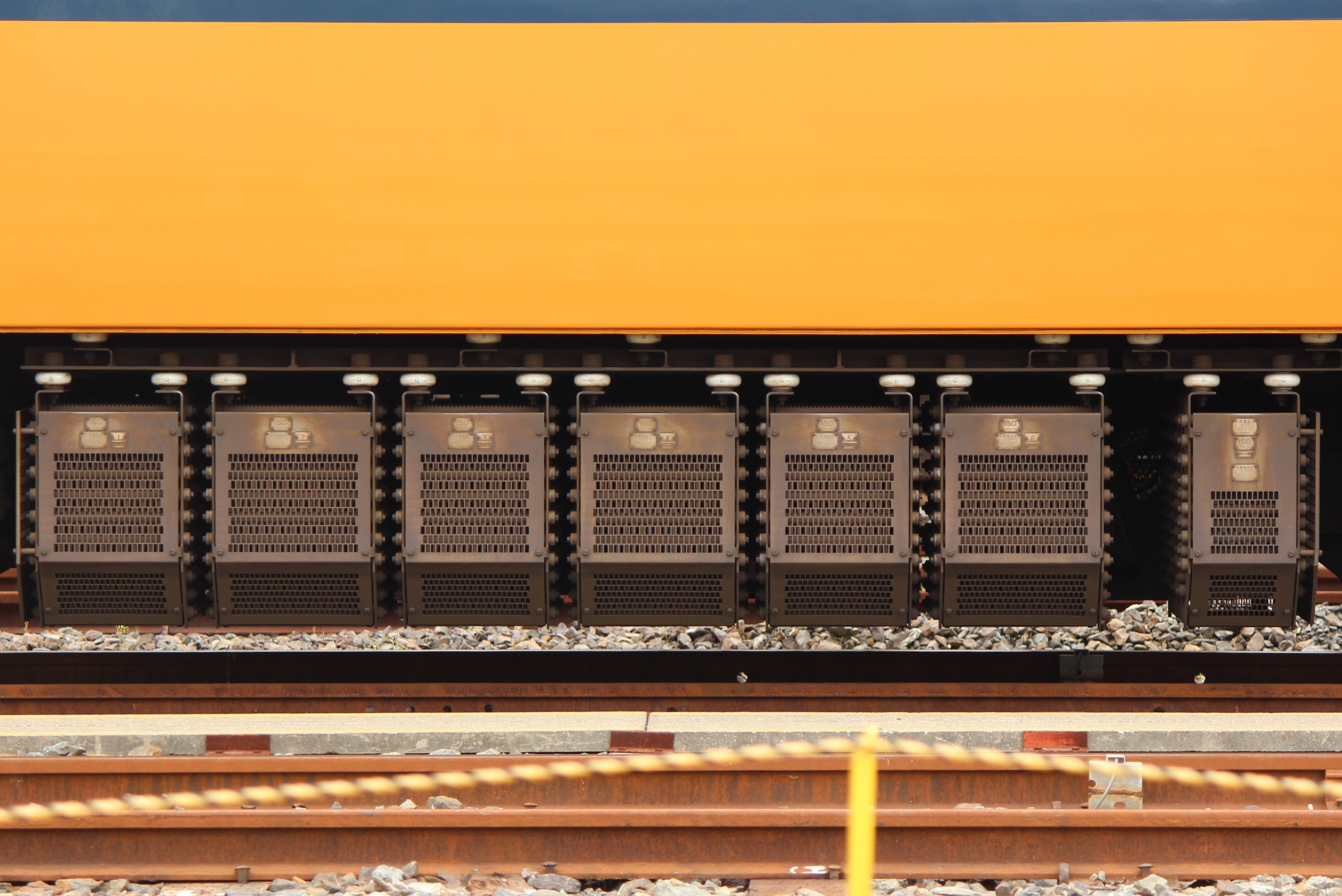
抑速用抵抗器 VVVF制御のため主抵抗器は廃止 （右は減流、充電抵抗器）
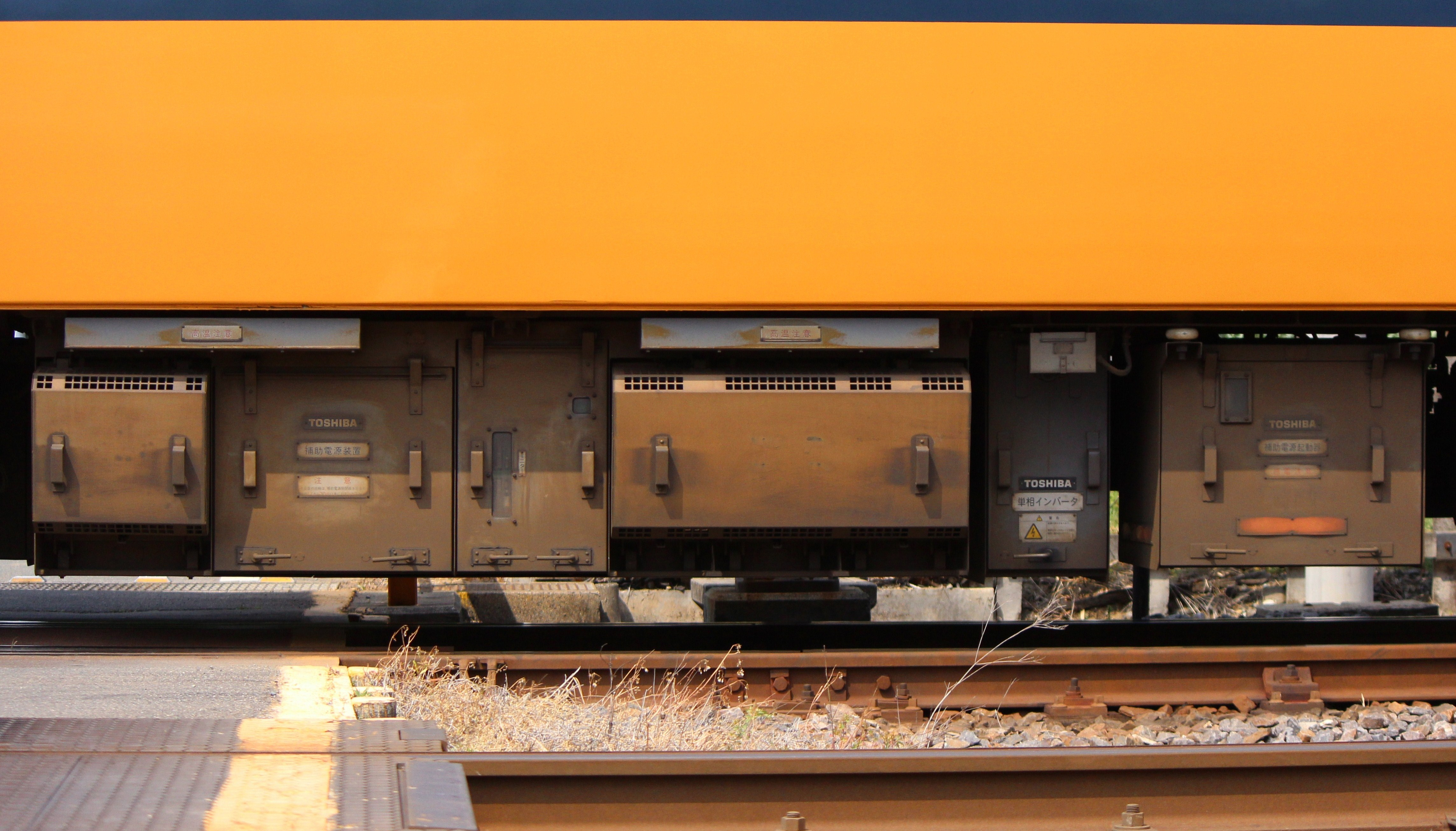
補助電源装置 COV-022 右は補助電源起動器
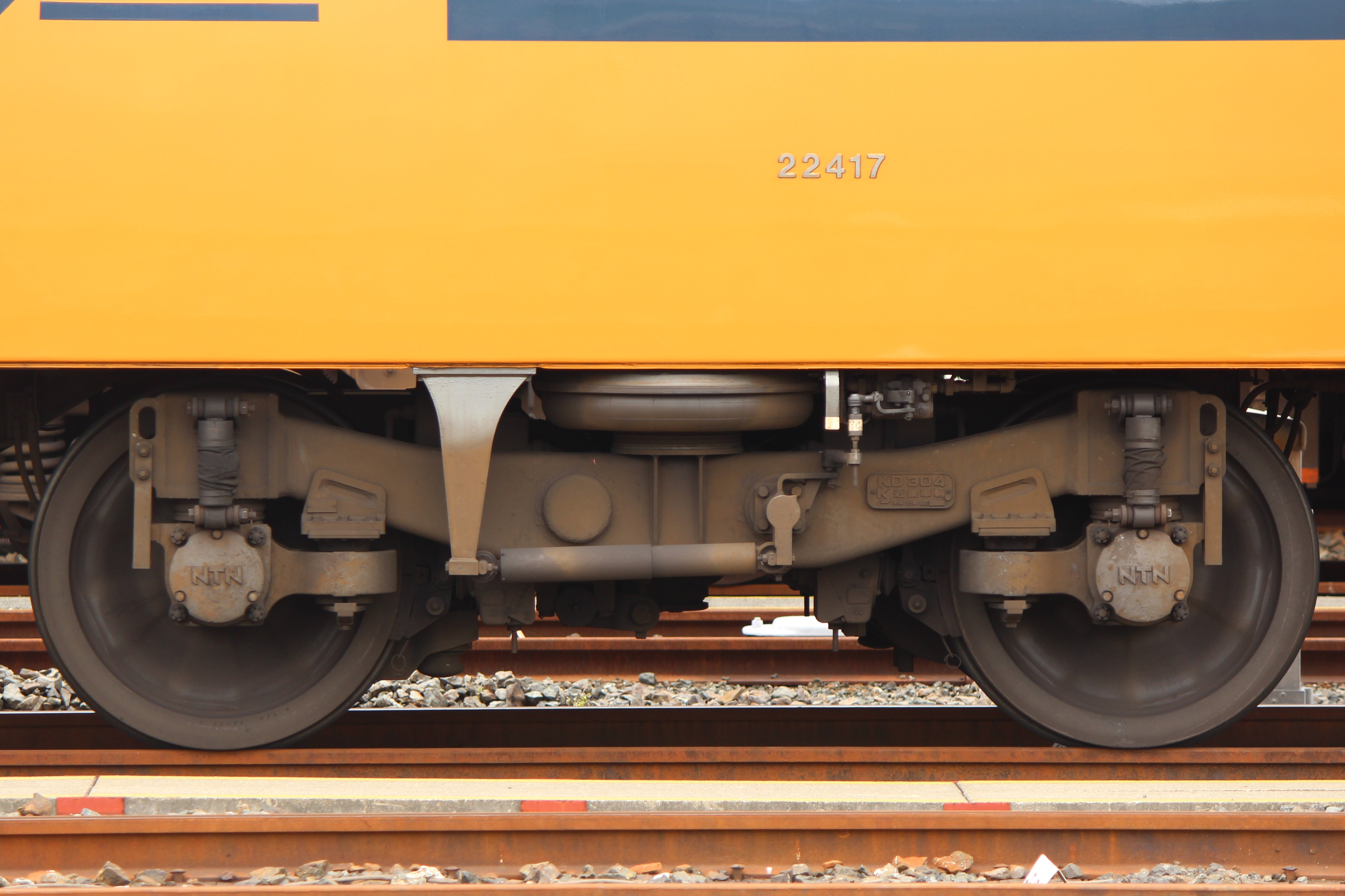
KD-304形ボルスタレス台車
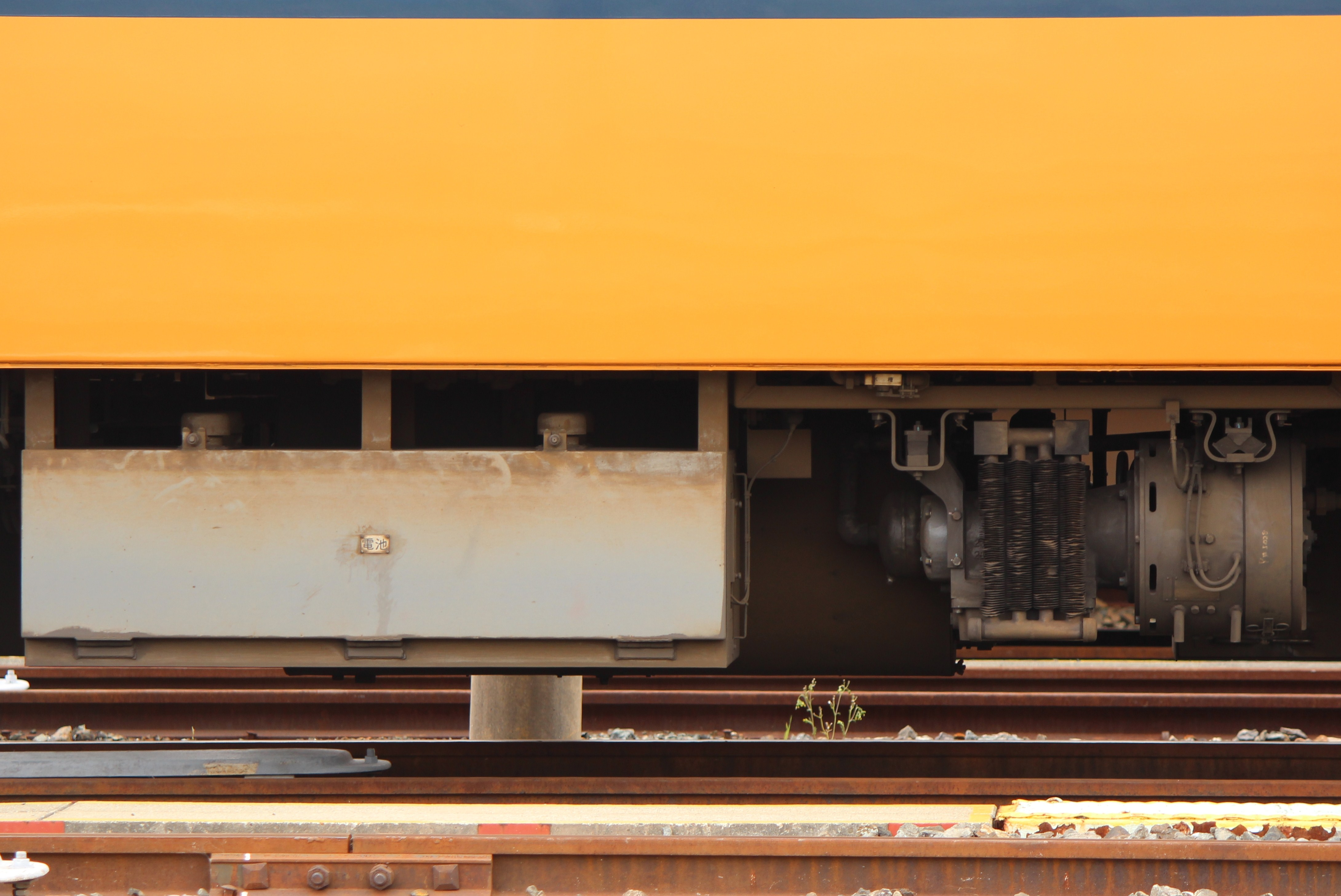
蓄電池（左） 電動空気圧縮機（右） C-1000LA
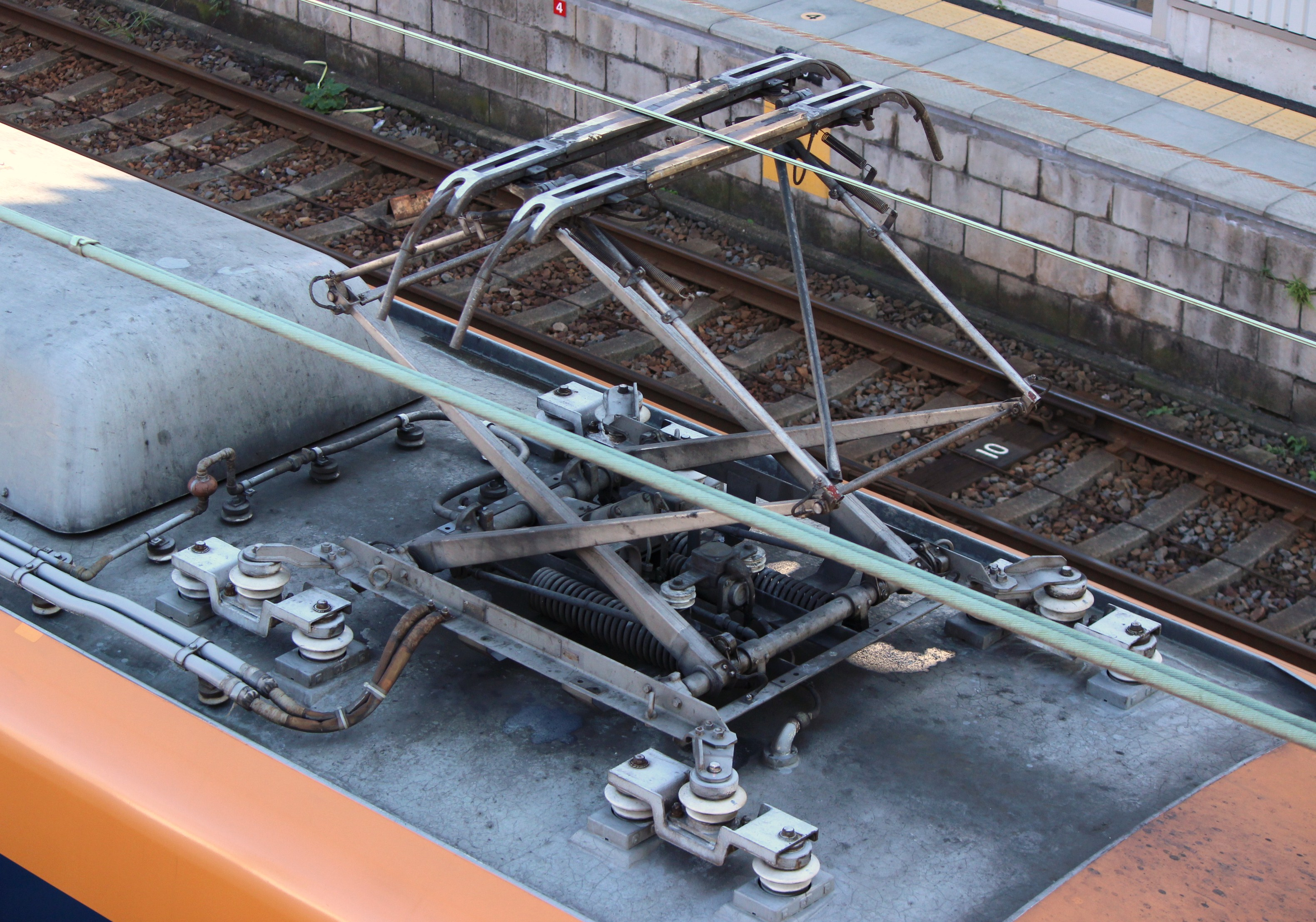
PT4811-C-Mパンタグラフ

#### その他機器

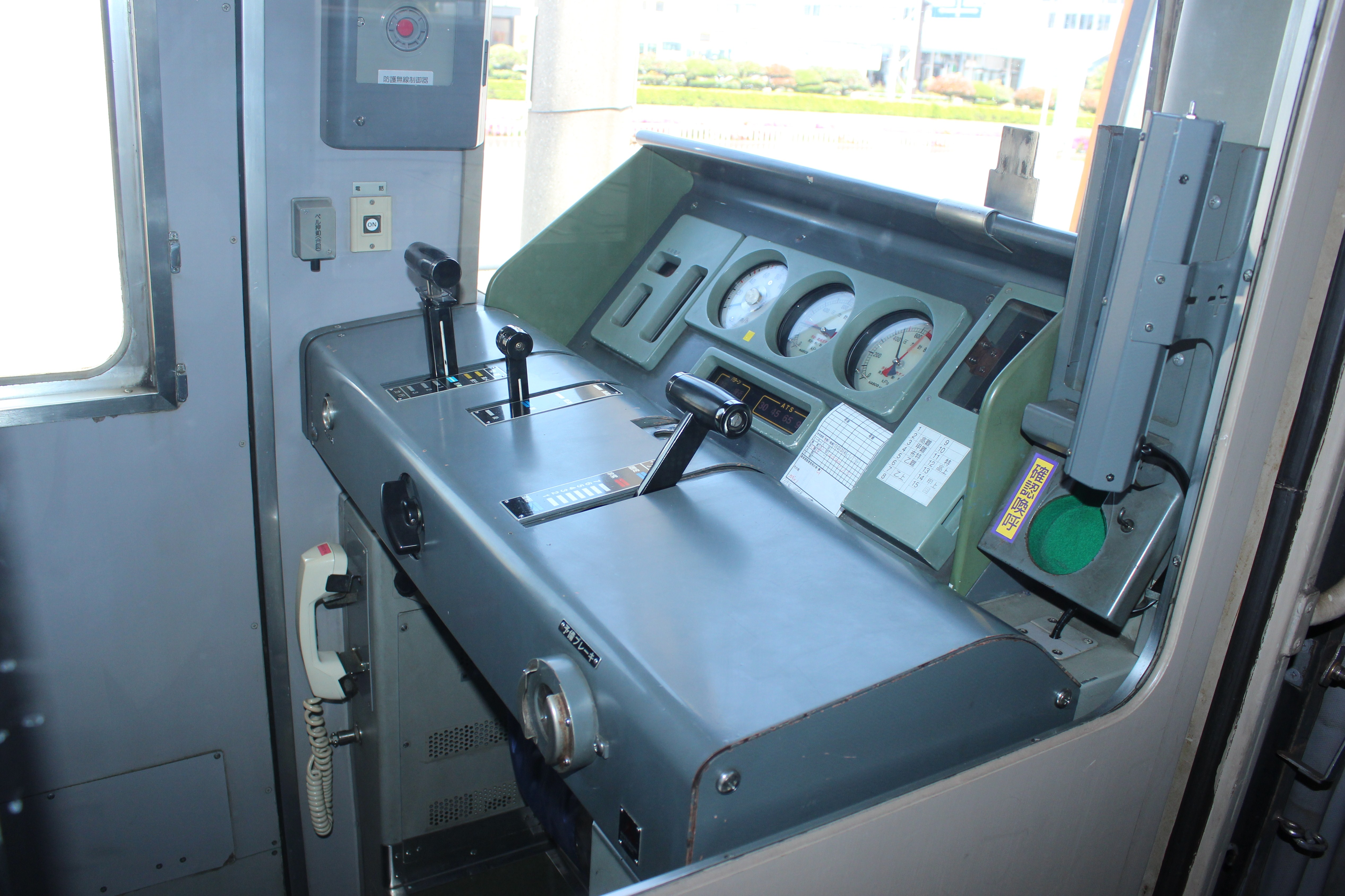
運転台

空調装置は、DC - DCコンバータから供給される直流330Vを電源とするのは21000系・26000系と同一であるが、21000系・26000系の冷暖房兼用インバータヒートポンプ式からインバータ冷房専用機に変更し、屋根上に冷凍能力14,000kcal/hの集約分散式冷房装置を2台と、冷凍能力3,800kcal/hの荷棚下スポット式吹き出し口用冷房装置を1台併設する。暖房は一般的なシーズワイヤー式ヒーターを各座席下に設置している。
運転台は26000系から採用された2ハンドルデスクタイプである。乗務員支援用モニタは運転台上面に設置された。また、車掌台側に手動式の小型ワイパーを取り付けている。

## 増備車の設計変更
2次車（22105F）以降は、正面排障器（スカート）の切り欠き部の形状および屋上クーラーキセの換気口の形状が変更された。

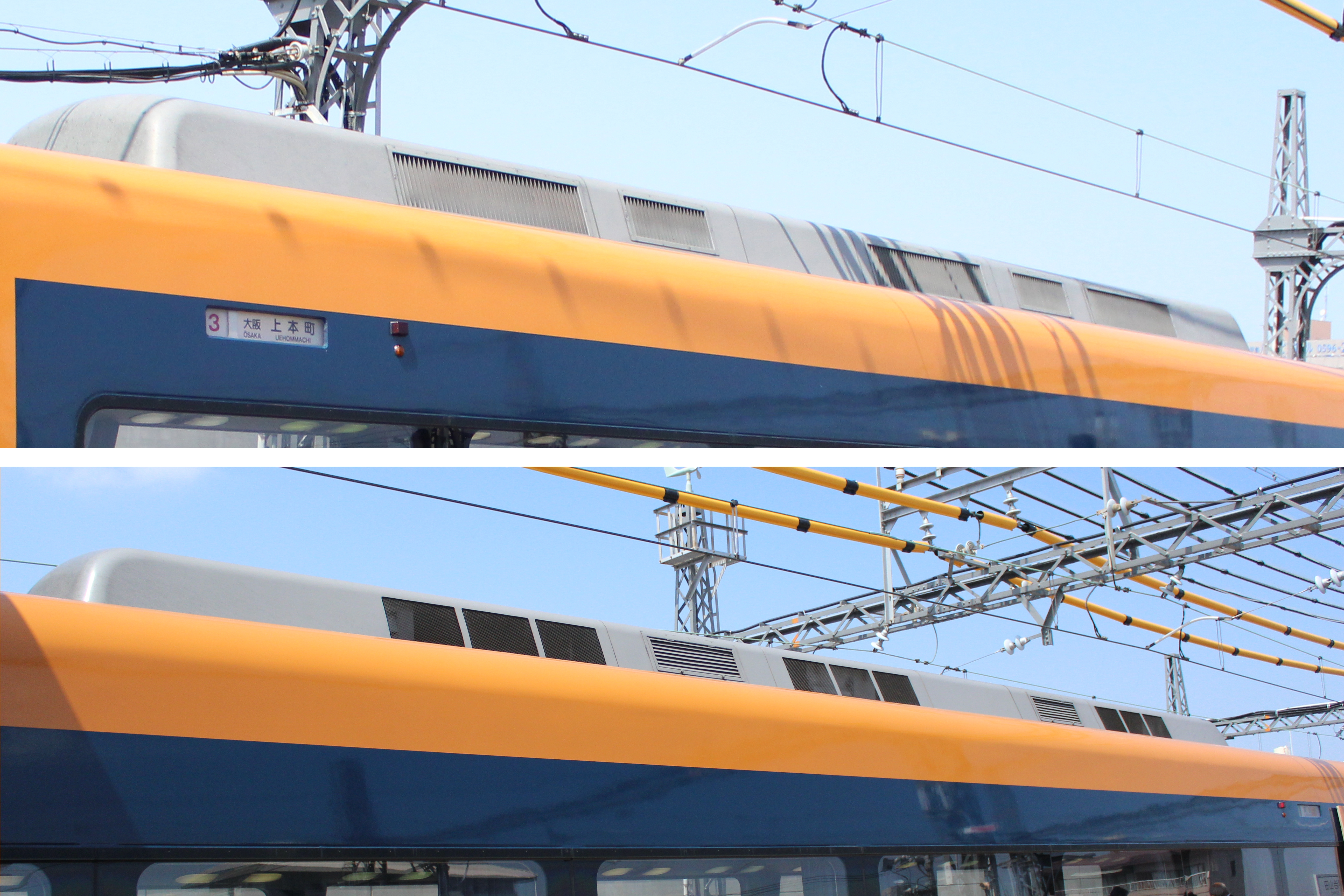
屋上クーラーキセの換気口の形状が異なる。写真上が1次車
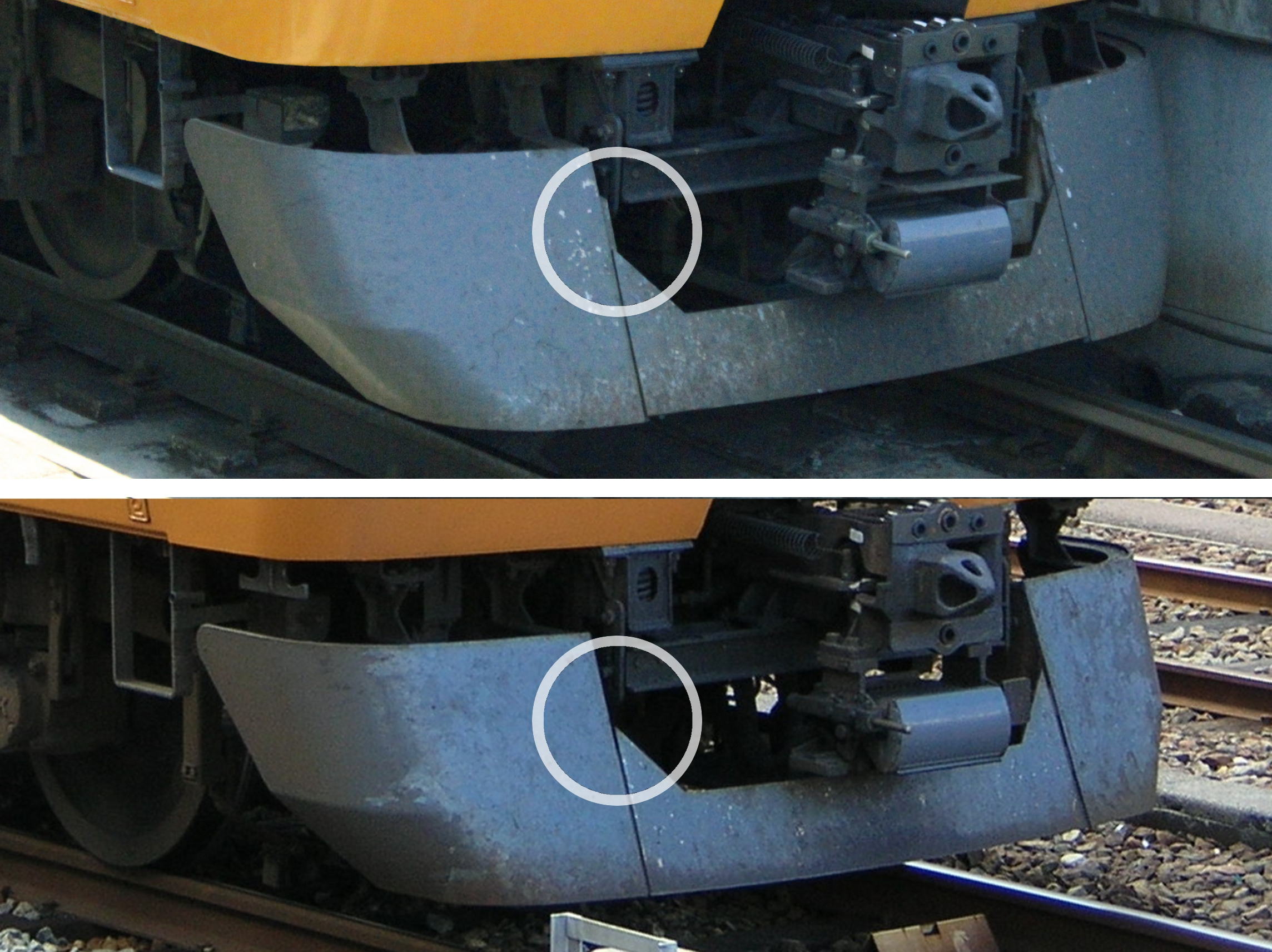
排障器切り欠き部の形状が異なる。写真上が1次車
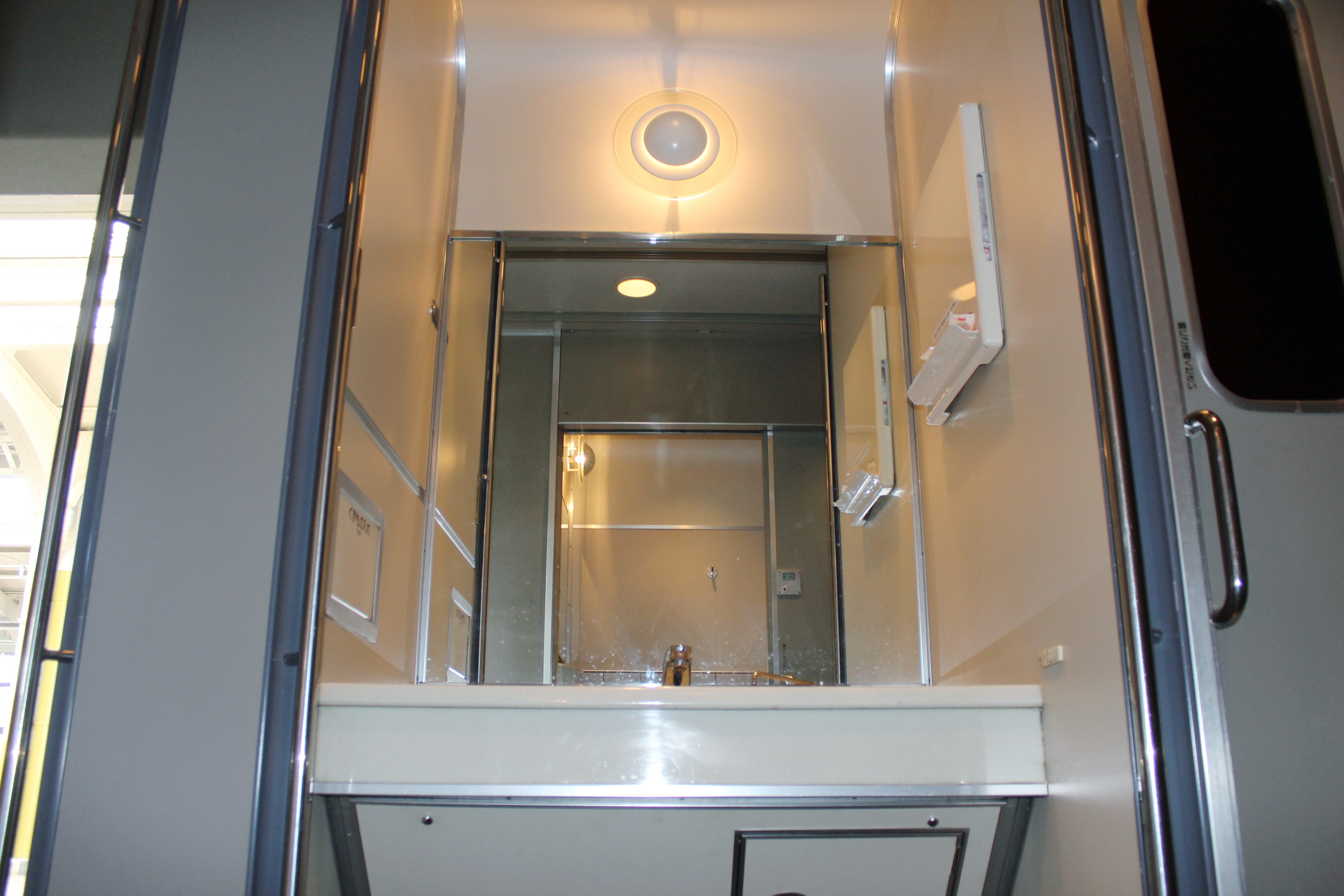
2次車以降は鏡が大型化し、ライトも変更された
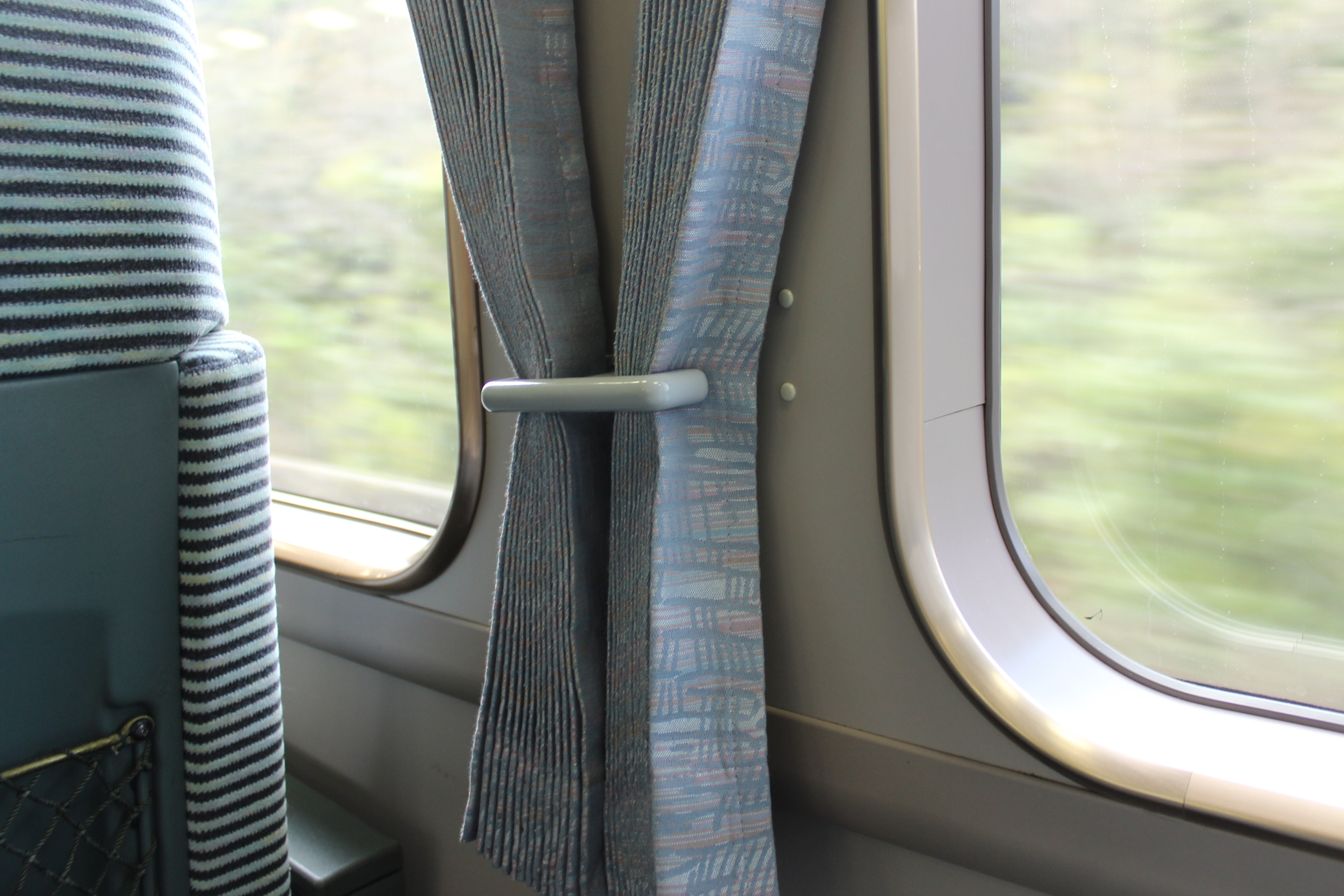
カーテンタッセルを変更[注釈 9]。 写真は増備車に合わせて変更された初期車のもので、留め具の跡がある[注釈 10]。

## 改造工事

### 車体連結部の転落防止幌設置
工場入場時、順次全編成の車体連結部に転落防止幌が設置された。

### リニューアル工事

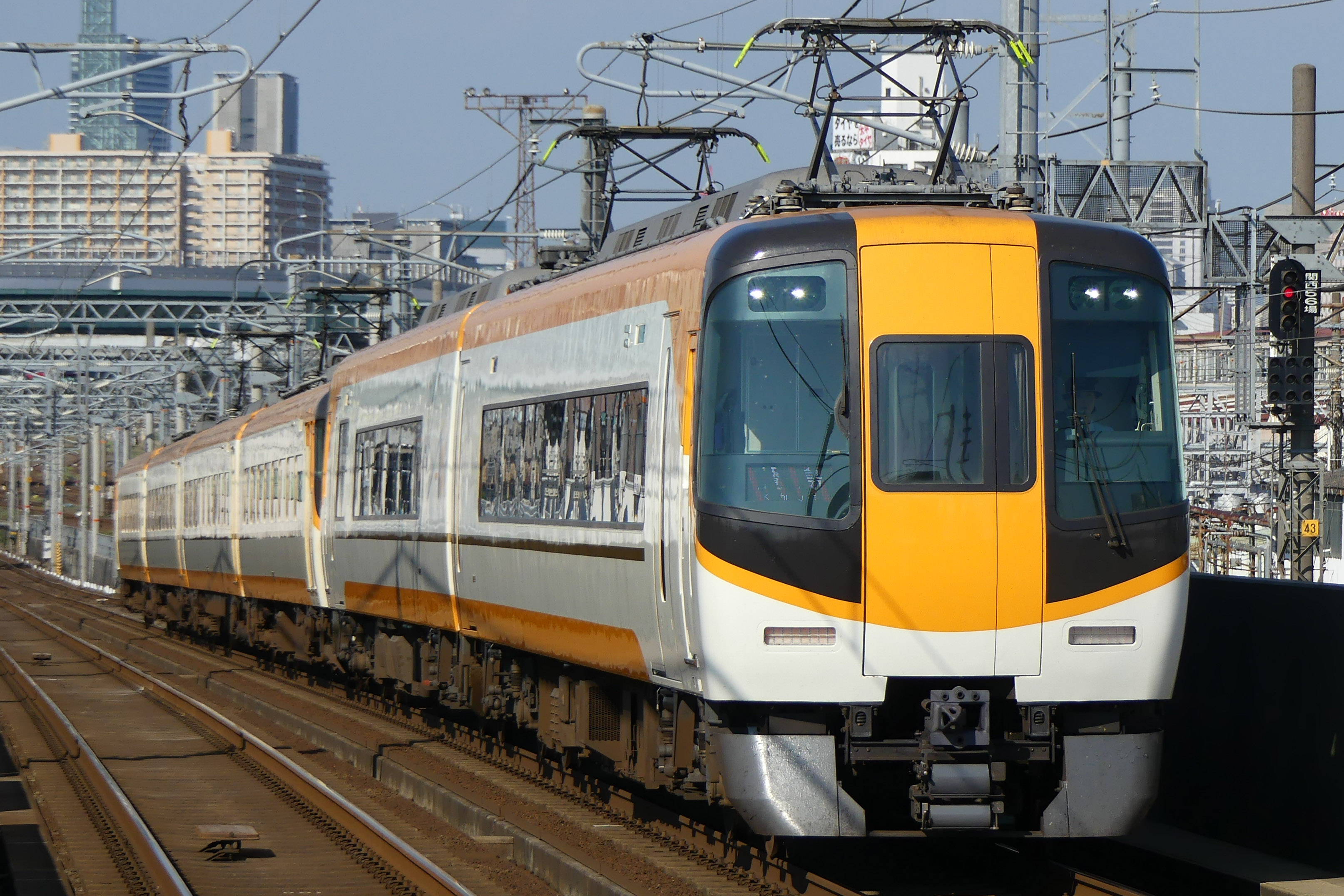
リニューアル後の22000系(前2両)

竣工から約23年が経過して車体更新時期に差し掛かったことや2016年以降に近鉄が保有する汎用特急車両の塗装変更が発表されたため、近鉄の汎用特急車両の外観カラーリング変更とあわせて、2015年11月から2020年3月にかけて高安検修センターにて全編成にリニューアル工事が行われた。第一陣として22110Fが2015年11月27日に出場し、12月5日に青山町車庫にてリニューアル編成とオリジナル編成の撮影会が行われ、13日から営業運転を開始した。

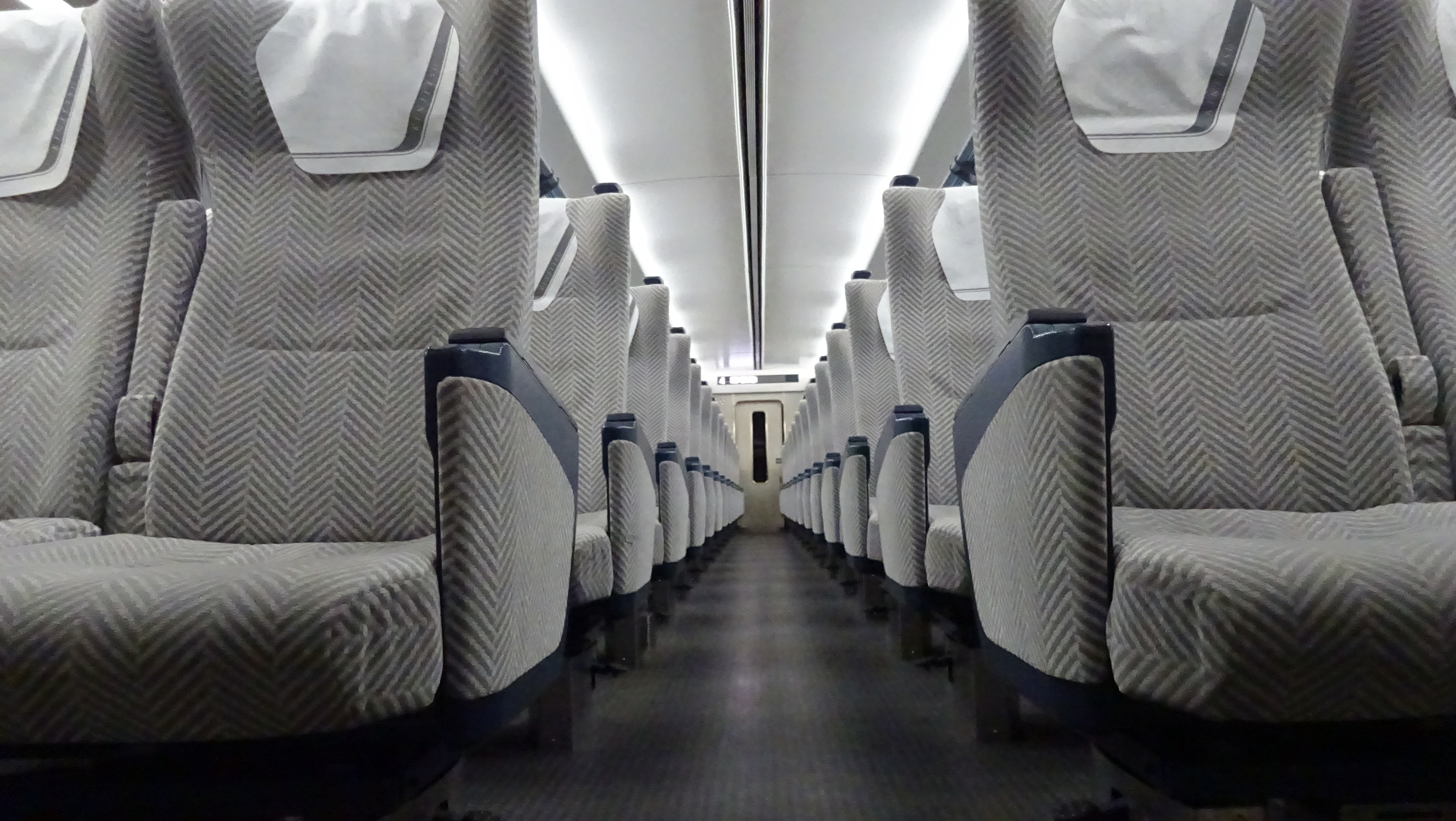
リニューアル後の座席

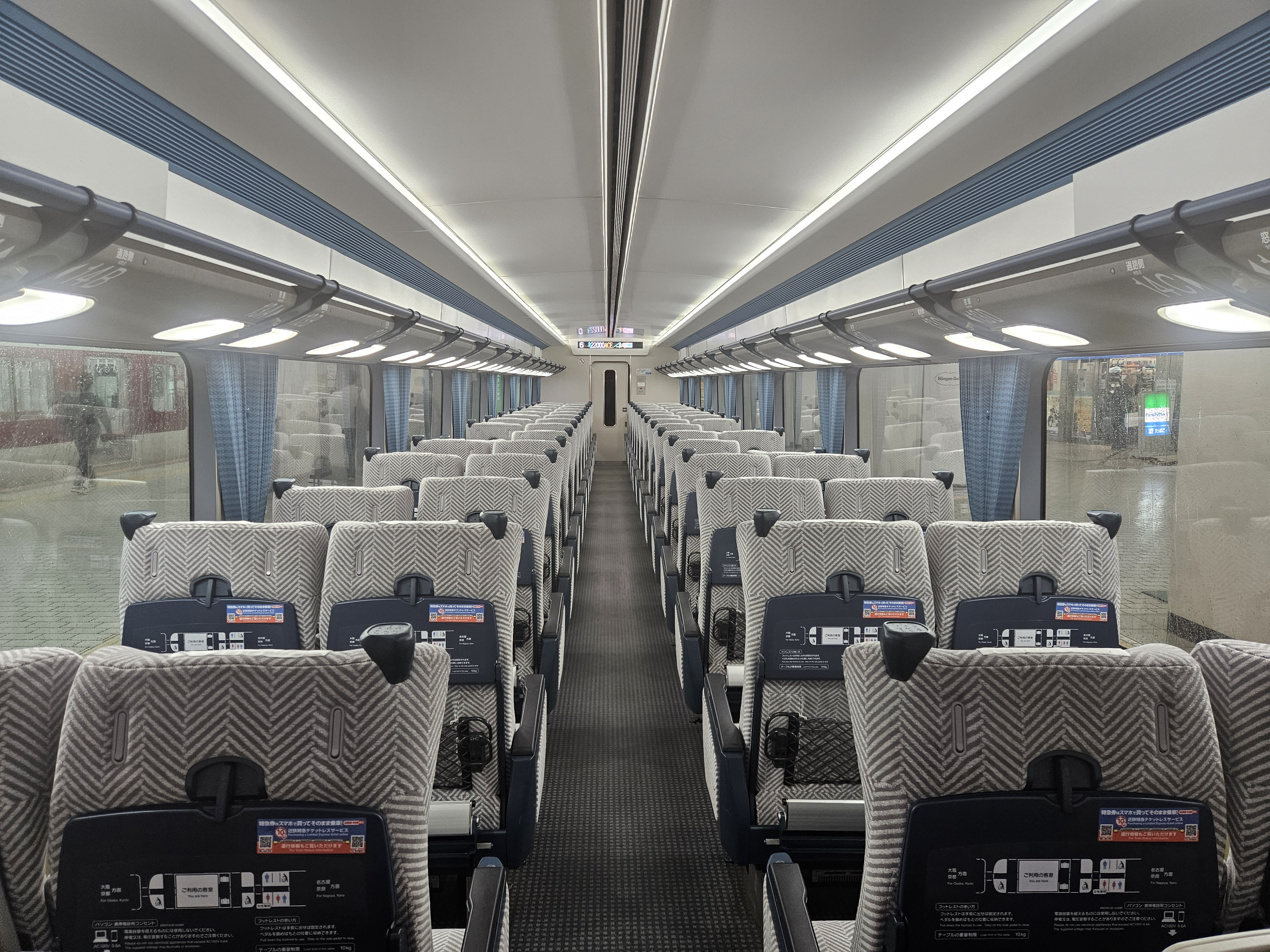
リニューアル後の車内

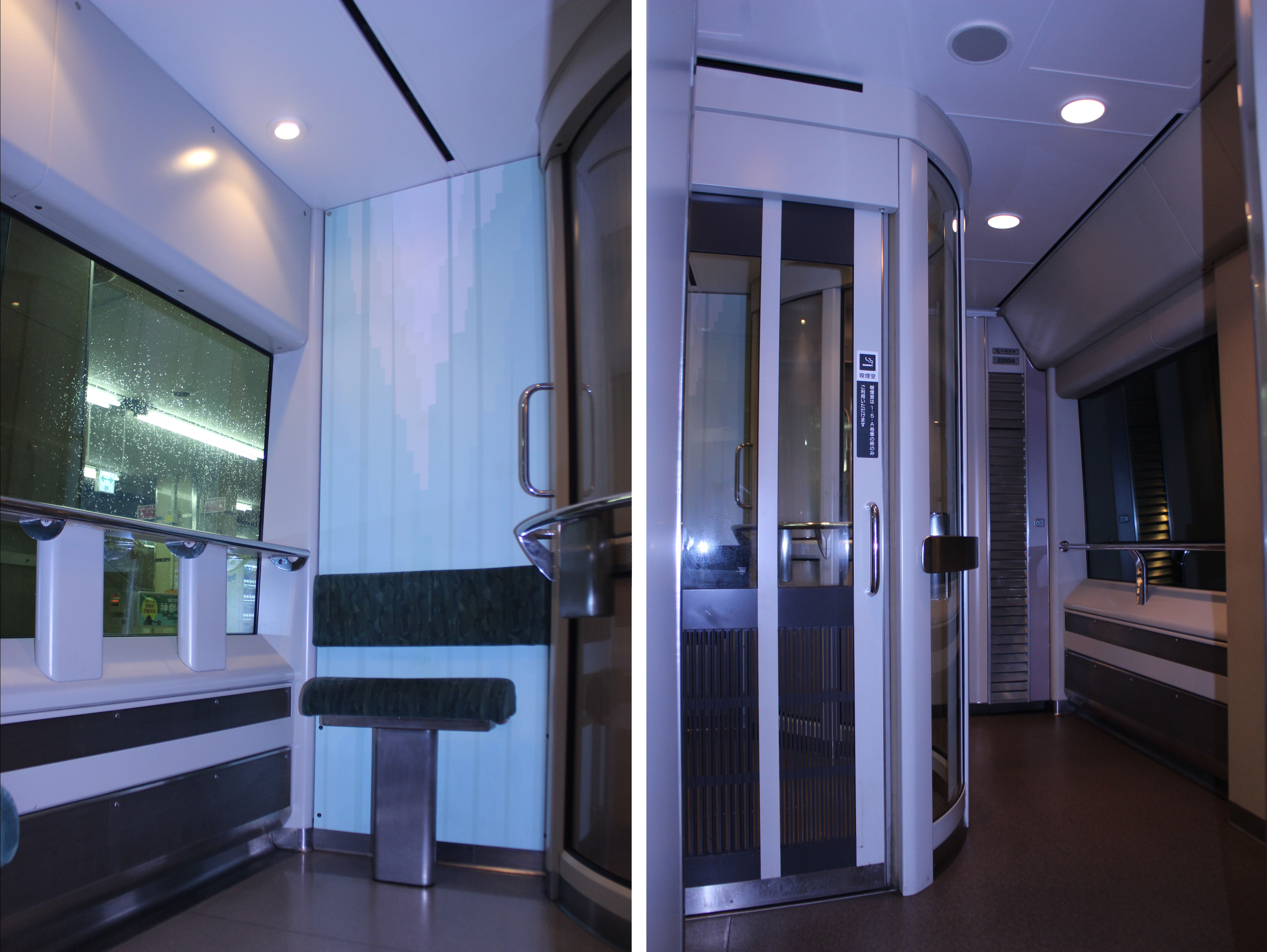
モ22400形に設置された喫煙室（画像は22600系）

車体塗装は、先述のカラーリング変更により、前面は22600系に準じた塗り分けとされた。側面はクリスタルホワイトを基調にブライトイエローを車体上下に配し、窓下にはゴールドのラインを入れて品格の高さとスピード感を表現している。また、ロゴマークのデザインが変更された。
座席定員は22600系と揃えられ、4両編成で28名減の206名となったが、シートピッチは1,000mmで変更はなく、発生したスペースを荷物置場としている。
内装は軽快さと落ち着きのあるデザインとされ、妻面は薄めの木目調、窓下の化粧板は黄緑色調に、床面は黒色を基調としたブロック柄とされた。妻面の車内案内表示器は従来型よりも表示面積を約2倍としたフルカラーLEDに交換された。トイレは内装を木目調として、温水洗浄便座の壁掛け式洋式トイレに全て交換され、処理方式は真空式に変更された。
車内の座席は全て新設計のものに交換された。クッション構造の変更により柔らかな着席感を実現し、枕部分も形状や柔らかさを改良して快適性を向上させた。テーブルは大型の背面式と内蔵式を装備し、電源コンセントは各席背面部分に1個ずつ搭載する方式に変更された。肩グリップには座席番号を記した点字シールを装備してバリアフリーにも対応させた。モケットはツイードパターンをモノトーンで仕上げたデザインとされた。
照明装置は車内の客室の間接照明と荷物棚の下部にある直接照明、デッキ、トイレ内のダウンライト含めた全ての照明をLED灯に交換した。また、車体前照灯は先に車体更新が施工された16400系に引き続いてLED式の前照灯を採用した。これらによって照明の消費電力を約45%削減し、照明機材の交換周期延長による廃棄物削減も実現している。行先表示器は23000系や16400系とは異なり、字幕式からフルカラー式のLED表示器に交換された。
走行機器は変更されず、性能の変更もないが先頭部の電気連結器は2段化され、排障器の形状が変更された。また、運転台の乗務員支援用モニタは22600系と同じ運転席右寄りに配置が変更されている。

#### モ22100形 (Mc)
座席定員は従来車の60名から56名に減少した。座席定員を22600系に合わせたことで余剰となったスペースは荷物置場とされた。

#### モ22200形 (M)
座席定員は従来車の58名から54名に減少した。バリアフリー対応設備が改良されており、車椅子対応座席は2席設置され、仕切り壁は撤去された。隣接するデッキ部分は車椅子が回転出来るスペースを確保し、元々車椅子対応であったトイレは大型化されて車椅子利用を考慮した握り棒を取り付け、ベビーベッドやベビーチェアを設置してオストメイト対応のパウチ洗浄用水栓を設置、乗務員室緊急連絡用の通話装置と押しボタンを併設した。他に併設されている男性用トイレも改良された。今回のリニューアルで乗降扉が移設されている。

#### モ22300形 (M)
座席定員は従来車の60名から56名に減少した。モ22100形と同様に座席定員を22600系に合わせたことで余剰となったスペースは荷物置場とされ、車内販売準備室に飲料の自動販売機を設置した。今回のリニューアルで側面窓配置が変更されている。

#### モ22400形 (Mc)
座席定員は従来車の56名から40名に減少した。運転室側に22600系及び16400系リニューアル車と同一仕様の喫煙室を設置し、これに伴い側面窓配置が大幅に変更された。トイレは男女共用と女性専用トイレに配置変更され、ベビーチェアも設置された。

### その他の改造
近鉄電車は1978年以来、下枠交差式のPT48系のパンタグラフを採用してきたが、90年代半ばから他鉄道会社にて採用例が増加しつつあったシングルアーム型パンタグラフを近鉄においても導入するべく、在来車両にシングルアーム型パンタグラフを搭載のうえ、採用のための試験を行うことになった。この試験に本系列の22110Fが起用され、2基の下枠交差式のパンタグラフとは別にシングルアーム型をモ22110とモ22310の準備工事箇所に2基増設する形で、照射装置も取り付けて、都合4基のパンタグラフを上げて1998年9月に橿原線、大阪線、名古屋線にて試験運行された。この結果を基にシリーズ21において近鉄初のシングルアーム型パンタグラフが採用された。

## 運用

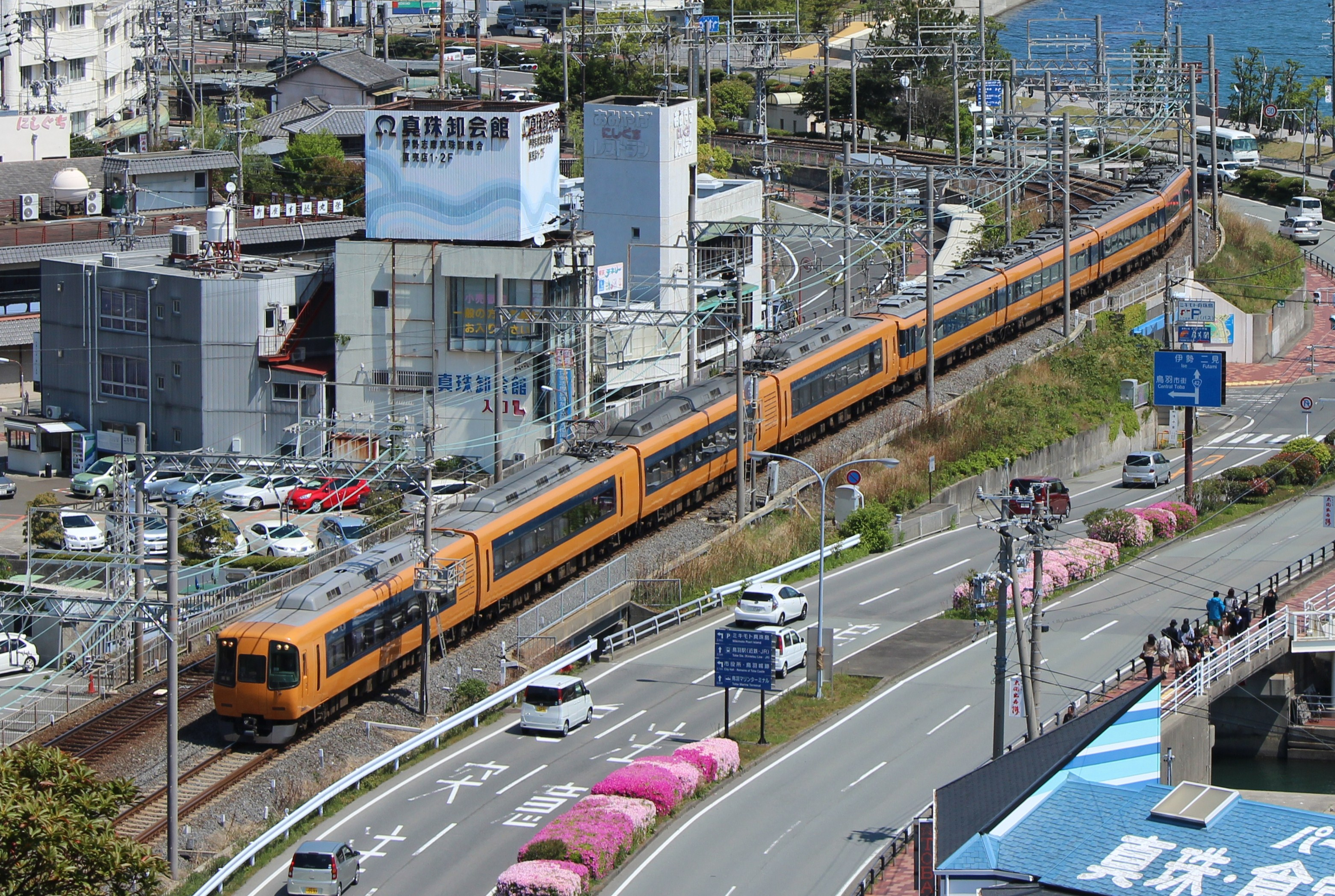
汎用型車両のため様々な系列と併結して運用される

1992年2月に4両編成2本、2両編成2本の12両が竣工し、3月19日ダイヤ変更より運用を開始した。当初は名阪乙特急に限定して、1日4往復体制で投入された。その後、増備が進むにつれ、他系統の特急運用にも充当範囲を拡大した。
1993年に竣工した22111Fは近鉄車両で在籍車両数（当時）2,000両を初めて突破した車両として車内デッキ部の車両番号銘板直下に記念プレートが取り付けられている。なお、同編成は同年12月の2,000両突破記念式典のイベント列車に充当されている。
2023年現在、本系列単独の運用(2両・4両編成)や同系重連(2+2/2+4/4+4及び2+2+2の通称ブツ6)、また汎用特急車両と併結した4両編成、6両編成、8両編成、10両編成でも運用されている。
その他、21000系中間増結車モ21800形が検査入場する際の伴車にも使用されている。
車椅子設備非対応の系列（30000系など）には、なるべく対応車両を含む本系列（4連）を併結させることで車椅子対応の特急運用を行っている。また12200系や12600系等の4連単独運用の場合は、その前後の特急運用では22000系や22600系を充当する配慮を行う。2010年には臨時列車「納涼特急 湯の山温泉サマーライナー」にも充当された。
2019年4月1日現在の配置検車区は以下の通り。
- 明星検車区
  - 22103F - 22105F・22107F・22108F・22111F・22115F・22117F・22119F・22120F
- 富吉検車区
  - 22109F・22113F・22121F・22123F・22125F・22127F
- 東花園検車区
  - 22101F・22102F・22106F
- 西大寺検車区
  - 22110F・22112F・22114F・22116F・22118F・22122F・22124F・22126F・22128F

## 16400系
16400系は22000系の狭軌仕様で、南大阪線・吉野線の吉野特急に使用されている。竣工から約30年以上を経て老朽化が進行し始めた16000系初期車4両の廃車代替として、1996年に2両編成2本が製造された。

### 編成
1996年に2両編成2本が新造された。電算記号（編成記号）は「Yoshino」「Short」に由来する YS である。
| 項目＼運転区間 | ← 大阪阿部野橋吉野 →        | ← 大阪阿部野橋吉野 → | ← 大阪阿部野橋吉野 → | ← 大阪阿部野橋吉野 → | ← 大阪阿部野橋吉野 → | ← 大阪阿部野橋吉野 → | ← 大阪阿部野橋吉野 → | ← 大阪阿部野橋吉野 → |
| 形式           | ク16500形(Tc)               | モ16400形(Mc)        |                      |                      |                      |                      |                      |                      |
| 搭載機器       | SIV,CP,BT                   | ◇,VVVF,◇             |                      |                      |                      |                      |                      |                      |
| 自重           | 38.0t                       | 43.0t                |                      |                      |                      |                      |                      |                      |
| 定員           | 46+1（車椅子対応席）        | 52                   |                      |                      |                      |                      |                      |                      |
| 車内設備       | 洗面室・トイレ 車椅子用設備 | 喫煙室               |                      |                      |                      |                      |                      |                      |

- 搭載機器欄のVVVFは制御装置、SIVは補助電源装置、CPは電動空気圧縮機、BTは蓄電池、◇はパンタグラフ。
- 編成定員は99名

### 車両性能
モ16400形に主制御器、制動装置、東洋電機製造PT-48下枠交差式パンタグラフを2基設置し、ク16500形に補助電源装置、空気圧縮機、汚物処理装置（真空式に変更）を設置している。
南大阪線・吉野線では2両編成での単独運用が多いため、インバータ装置1基で主電動機2基ずつを制御する1C2M制御回路の2群構成とし、一方の回路が故障した場合でも自力走行を継続可能として保安度の向上を図っている。特急専用車ではあるが、運用線区である南大阪線・吉野線の設計最高速度が120km/h、実際の運転最高速度は110 km/hと大阪線と比較して低く設定されているため、22000系の全電動車編成に対し、本系列は新設計の大容量電動機（三菱電機MB-5071A、1時間定格出力160 kW）を搭載するMT比1:1の経済的な編成とされている。さらに、歯車比も狭軌線用VVVFインバータ制御車と同一の16:101 (6.31) に設定され、南大阪線系統向け一般車である6000系と共通の電動機・歯数比とした16000系の設計コンセプトが踏襲されている。
制御装置は近鉄では初めてIGBT素子によるVVVFインバータ制御を採用している。IGBT素子は従来のGTOサイリスタ素子と比較して素子の高速スイッチングが可能であり、この特性を生かして中低速で走行時のインバータ制御特有の電動機のうなり音の低減を実現し、主回路全体の小型軽量化を図っている。
台車は、22000系用KD-304を基本に狭軌用に設計変更したボルスタレス形積層ゴム支持台車である近畿車輛製KD-310を装着する。竣工当初はヨーダンパが装備されていたが、後に撤去されている。
ブレーキは22000系と同様に回生ブレーキ併用のKEBS-2電気指令式電磁直通空気ブレーキを採用し、HSC-D型電磁直通ブレーキを搭載する16000・16010系と併結運用を実施するため、空気圧指令と電気信号指令を相互変換するブレーキ読替装置を搭載する点でも22000系と共通する。ただし、営業運転での最高速度が110km/hに抑えられていることや、主電動機が大型であること、それに車輪間のバックゲージが狭い狭軌用であることなどから、電動車にディスクブレーキは装備されていない。この為、基礎ブレーキ装置は踏面片押ブレーキのみとなっており、当初はク16500形のみ制輪子は鋳鉄制輪子となっていたが、後に合成樹脂制輪子に交換されている。
勾配の多い吉野線で運用されることから、22000系と同様に抑速回生ブレーキの失効対策として電動車の床下に抵抗器を搭載、回生ブレーキの失効時には即座に架線から抵抗器へ回生電力の送り込み先を変更し、発電ブレーキとして機能するように設計されている。

### 車内設備
基本的には22000系と共通であるが、本系列は中間車を組入れることを前提としないため、車椅子対応設備は制御車両に設けられた。車椅子用座席は22000系と異なって1脚のみである。このため片側は通常の2人掛け席となったが、その分ドア側に飛び出し、出入を妨げるためにドア位置が1人掛け席側にオフセットされた。また、22000系には車内販売準備室を設置しているが、吉野特急では本系列の竣工時点で車内販売は廃止されていたことから省略されている。
トイレは男性用と車椅子対応の多目的型をク16500形に設置した。汚物処理装置は23000系に引き続いて真空式となった。

### 改造

#### 車体連結部の転落防止幌設置
2012年末に全編成に車体連結部の転落防止幌設置が行われた。

#### 車体更新

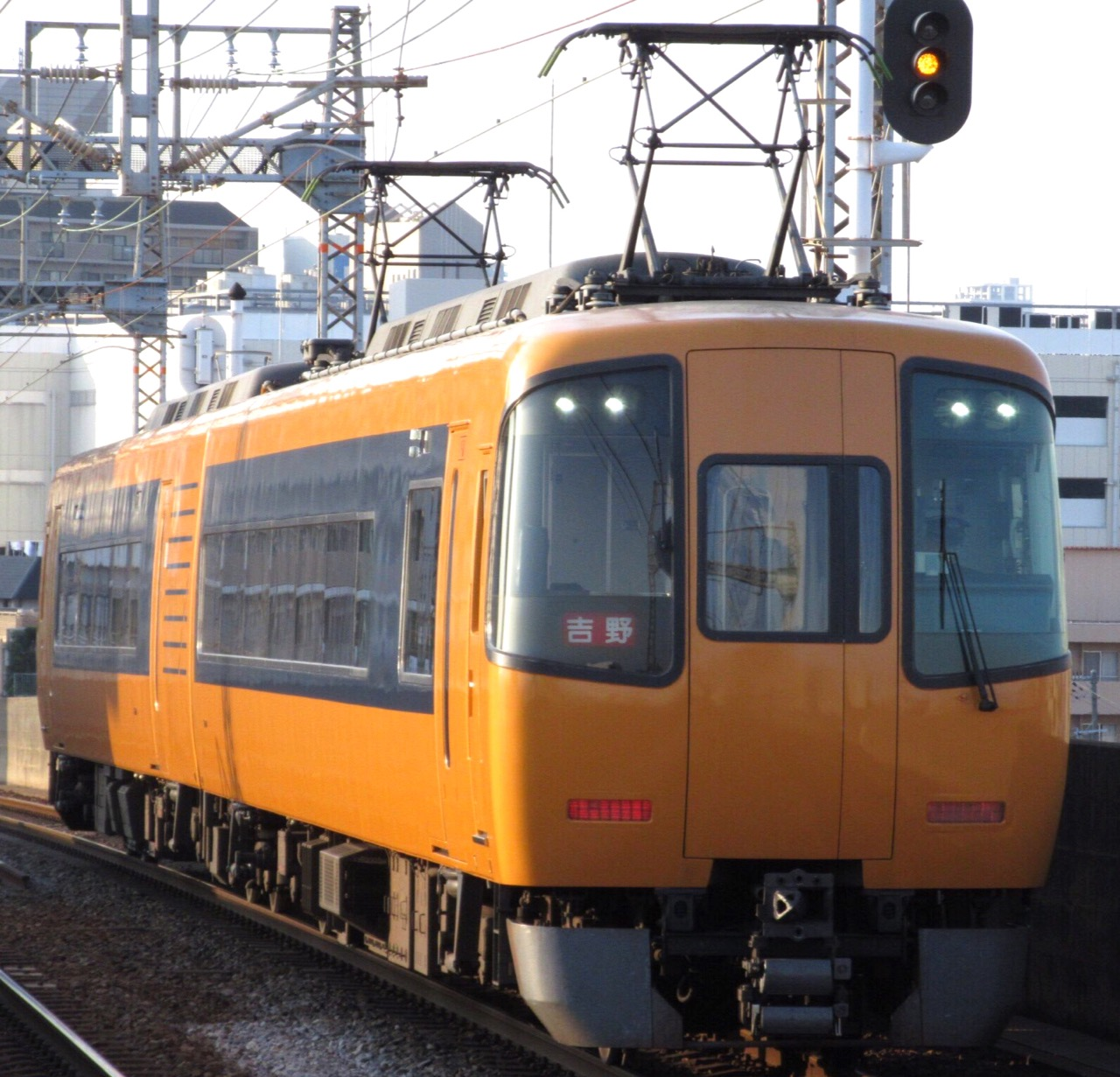
車体更新後の姿

2015年3月に16401F、9月に16402Fが以下の改造内容で車体更新を完了した。更新工事施工所は高安検修センター。
車内設備ではモ16400形の喫煙室設置、26000系更新車に準じた内装材の交換、トイレの改修が中心となっている。車体外観では前照灯のLED化、先頭連結部の注意喚起装置の設置、乗務員支援用モニタの配置の変更、電気連結器の変更およびそれに伴う排障器形状の変更が行われた。

#### 塗装変更

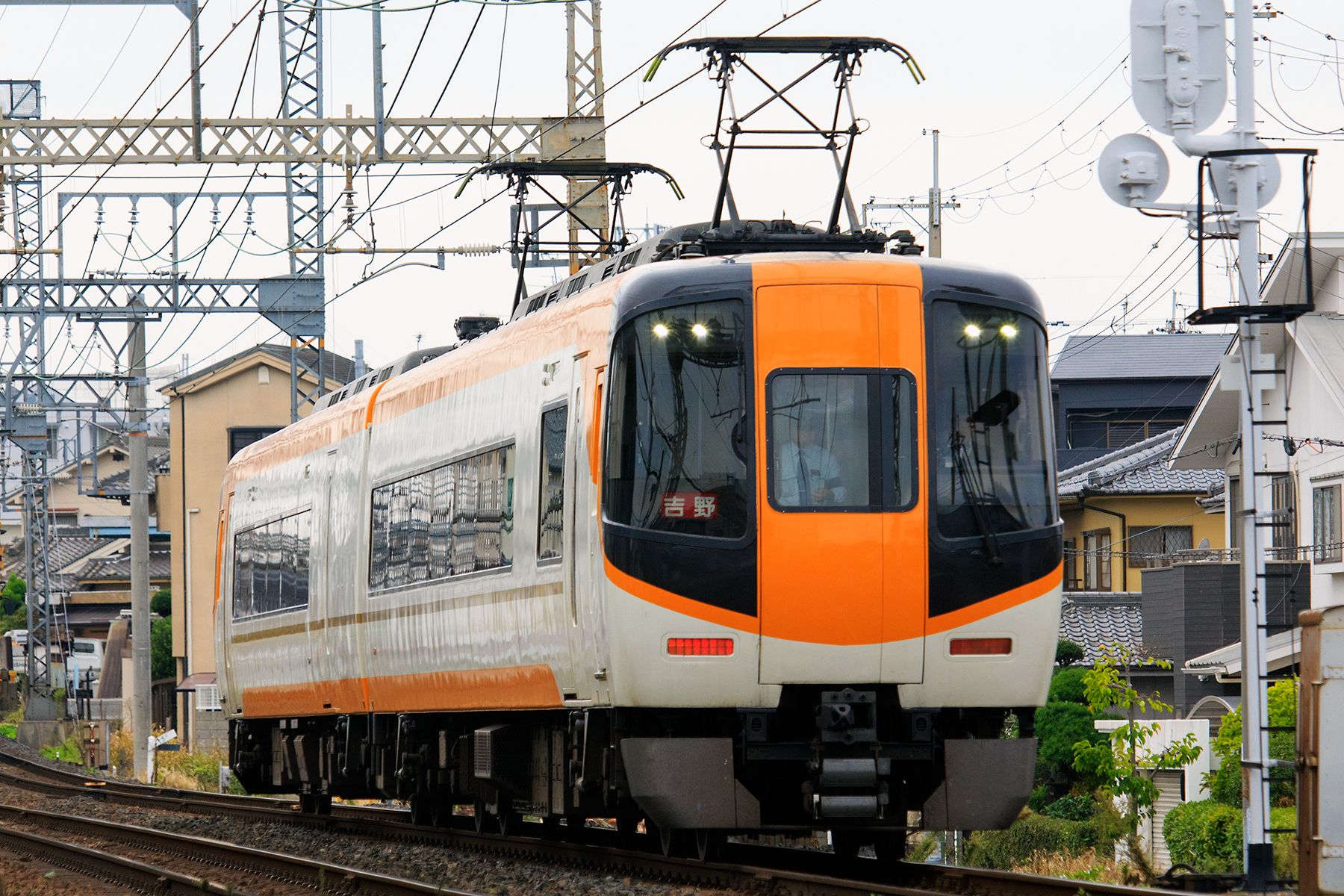
塗装変更後の姿

近鉄汎用特急車において行われている塗装変更は2018年に実施された。
|        | 車体更新      | 転落防止幌設置工事 |
| ------ | ------------- | ------------------ |
| 16401F | 2015年3月23日 | 設置済             |
| 16402F | 2015年9月9日  | 設置済             |

### 運用
1996年3月に2編成が竣功、4月16日より試運転を開始した。同年6月1日より営業運転を開始した。2019年4月1日現在、古市検車区に配置されている。